# 高槻市交通部
高槻市交通部（たかつきしこうつうぶ）は、大阪府高槻市の行政組織のひとつで、自動車運送事業を運営する部署（公営企業）である。
一般に高槻市営バスと呼ばれる。

## 概要
大阪府下では2018年4月以降、高槻市しか市営バスを運行していない　。
1954年に民営の日乃出バスを市が買収し、市営バスとなった。高齢者への無料パス等の配布等により、昼間人口の大半を占める人々らの足として、市の活性化と社会福祉の一環として見かけ以上に重要な部門となっている。
営業区域がJR東海道本線（JR京都線）を境に南北地域に分かれており、原則、南地域は芝生（しぼ）営業所、北地域は緑が丘営業所の管轄となっており、JR線を境にそれぞれの営業所ごとに事実上独立した運行形態となっている。このため、管轄営業所が重複している路線や区間・停留所がほとんど見られない。現在、重複している区間・停留所は北地域の芝谷東 - 寺谷町間と日吉台口停留所のみである（2019年3月まではJR富田駅でも重複があった）。なお平日に限り、緑が丘営業所管轄となる原・上の口線、芝谷線の系統にも芝生営業所所属の車両が走っていたが、2024年改正で廃止された。これは、緑が丘営業所の車庫が拡張不可能でバスの増車ができず、増車を芝生営業所内の車庫で行い対応したためであったが、24年改正で芝生から5台が転属したため、廃止となった。主要ターミナルは、JR高槻駅（北・南）・JR摂津富田駅・阪急高槻市駅・阪急富田駅（小寺池図書館横）の5つである。
運賃は均一運賃制だが、山間路線については対キロ運賃制（整理券車）となる。
JR・阪急の各駅から各地域へ結ぶ路線を中心としており、ほぼ全ての系統が市内中心部の鉄道駅発着となることから系統番号では無く、行先番号を採用している。一例として、JR高槻駅北 - 上の口系統であれば往路（上の口ゆき）は54番・復路（JR高槻駅北ゆき）11番となり、この他の路線・系統においてもJR高槻駅北行きは全て11番となる（経路により11Aまたは11Bとなるものもあり）。また系統番号のない【直行】も存在し、JRの各駅と市内に立地する各大学をノンストップで結ぶもので、学休期を除く平日に運行。高槻市営バス唯一の優等種別である。
公式の案内では用いられることはないが、行先番号の他に系統番号も設定されている。ジョルダン時刻表などで確認可能。
かつては市域外にも路線を延ばし、大阪府島本町・京都府大山崎町を経て長岡京市（柳谷）、京都府亀岡市（国鉄亀岡駅前）までの路線があったが、前者は1970年代、後者も1983年に廃止されている。現在市域外を走る路線は、高槻市北部の樫田地区とJR高槻駅北を結ぶ山間路線の一部（空谷橋 - 出灰付近で、道路の関係から1kmほど京都市西京区を走る。空谷橋停留所は京都市西京区にある市営バス唯一の市外停留所である）と、萩谷線の一部（道路の関係から変電所前停留所付近で茨木市を跨ぐが、市域外での停留所設置はない）に存在するがごく僅かである。
近年、全国の公営バスで運営の合理化や経費節減のため、路線の民間移譲や営業所ごとの民間委託が行われているが、高槻市営バスでは1980年に番田線が京阪バスに民間移譲された以外には路線移譲・民間委託のいずれも行われていない。

## 営業所・滞留所
芝生営業所：主にJR線より南側（JR高槻駅南・阪急高槻駅・阪急富田駅を発着する路線）をエリアとする。
- 弁天駐車場：芝生営業所所属車両の乗務員休憩所。
- 緑町滞留所：阪急京都線の高架下に2023年4月1日開設。芝生営業所の中型・小型車両の休憩所。安満遺跡公園東発着の折り返しも行う。

緑が丘営業所：主にJR線より北側（JR高槻駅北・JR富田駅を発着する路線）をエリアとする。
- 上の口滞留所：緑が丘営業所所属車両の乗務員休憩所。主に上の口線の折り返しに使用。
- 上の池滞留所：緑が丘営業所所属車両の乗務員休憩所。主に阿武山線の折り返しに使用。

- 川西滞留所：2022年12月1日開設。JR高槻駅西滞留所に、関西将棋会館が移転することに伴い、新設。緑が丘営業所所属車両の休憩所。

### 過去の滞留所
- JR高槻駅西滞留所：緑が丘営業所所属車両の乗務員休憩所。2022年11月30日廃止[注 7]。

## JR高槻駅南発着路線
復路の行先番号は【1】。ただし系統により【1A】【1B】【1c】となるものもある。
JR高槻駅南及び阪急高槻駅2・3番のりば発の便はJR高槻駅南 - 夜間休日応急診療所前 - 阪急高槻駅 - 市役所前（阪急線南側） - 城西町（路線により発着するのりばは異なる） - 各方面、4・5番のりば発の便はJR高槻駅南 - 市役所前（阪急線北側） - 阪急高槻駅 - 各方面という経路で運行される。

### 富田南線
JR高槻駅南と阪急富田駅を結ぶ路線。途中には津之江・如是・東五百住といった住宅街をゆく。阪急富田駅付近が狭隘道路のため中型車を使用する。朝の出庫系統に城西町発阪急富田駅行きがある。
1958年1月17日開業当初は、市民会館前から第一中学校西側を南下し母子寮から土橋、そしてそのまま現在も残る狭隘道路を西進して城西町へ抜けていたが、1965年2月5日に第一中学校の北側から東側、南側を大回りし、冠線から一本西側の筋を並走する形で本町・八幡町を経由するよう路線変更された。土橋町など旧高槻城址の城下町をゆく系統だった。のちに市役所前経由に経路を変更し、現在に至る。なお、1979年頃までは市バス車内掲示の路線図には“田町 - 市民会館 - 本町 - 城西町間、休止中”の但書き入りで経路が記載されていた。このルートは1973年6月1日休止、1982年5月21日廃止。
昼間は1時間に1本程度の設定で、ラッシュ時も本数の増減はほとんどない。
系統番号はJR高槻駅南発着が63、城西町始発が64。
- 【4】：JR高槻駅南 - 阪急高槻駅 - 城西町 - 城西橋 - 津之江 - 如是校前 - 阪急富田駅

### 栄町線
駅から府道高槻茨木線を通って、市西部に位置する住宅地・栄町方面へ向かう路線。市営バスの路線としては唯一、JR高槻駅南発着の系統と阪急富田駅発着の系統の2つが存在する。

#### JR高槻駅南発着
1972年3月6日開設。1970年代までは栄町で折り返し運行していた。
系統番号は72。【26・27】栄町循環・【28】芝生住宅東口（折返し）系統を車庫前まで延長のかたちで設定された。
昼間時1時間に1本の運行。朝夕はほぼ設定されない。全路線中最も高齢者IC利用者の比率が高い。
- 【17A】：JR高槻駅南 - 阪急高槻駅 - 城西町 - 城西橋 - 津之江 - 如是校前 - 栄町 - 芝生住宅東口 - 車庫前
  - 復路は行先番号【1B】。車庫前・芝生西口の両停留所では他のJR高槻駅南行きの系統と同じのりばに発着するが、この系統は栄町・津之江方面へ大きく迂回し、駅までの所要時間がかかる。そのため、行先番号の他に行先表示でも「栄町→JR高槻駅南」と栄町経由であることを強調している。

#### 阪急富田駅発着
富田芝生線開設により平日朝ラッシュ時のみの運行となった。芝生住宅南 - 寿町間各停留所から阪急富田駅の所要時間は富田芝生線の方が短くなっている。
2021年4月1日改正にて芝生住宅・栄町循環が廃止されてからは富田駅と芝生住宅東口・車庫前を栄町経由で単純往復するのみ。
- 【28】：阪急富田駅 - 如是校前 - 栄町 - 芝生住宅東口 ← 車庫前
  - かつては往路の車庫前行きの運行もあった。系統番号は芝生住宅経由同様【38】。
  - 系統番号は芝生住宅東口発着が69、車庫前始発が70。

### 柱本・三島江線
市の最南部に位置する柱本新町にある公団住宅・柱本団地への路線。団地のすぐ南側では摂津市と隣接する。
柱本団地内は循環運行で、同団地内にはJR千里丘駅と阪急茨木市駅から阪急バスも乗り入れてくる。柱本地区の府道沿いには阪急バス柱本営業所も存在する。
朝の出庫系統は柱本から運行開始。同停留所は、摂津市鳥飼上にある大阪府立摂津支援学校・とりかい高等支援学校の最寄りのバス停であり、登下校の時間帯になると、通学する生徒が多数利用する。
路線の距離が長く所要時間も要し、遅延も発生しやすい。また路線の利用客自体は比較的多いものの赤字額も大きく、車庫前から南側の区間について、対キロ区間制・特殊区間制運賃の導入や、車庫前で接続するゾーンバスとする等、路線全体の効率化が検討されている。
昼間時は30分に1本、【22】【23】を交互に設定。朝夕の復路は三島江経由の割合が高くなる。
- 【22】：JR高槻駅南 → 阪急高槻駅 → 城西町 → 東庄所 → 芝生住宅東口 → 車庫前 → 唐崎西口 → 玉川口 → 西面口 → 柱本 → 柱本団地 → 西面口 → 玉川口 → 唐崎西口 → 車庫前 → 芝生住宅東口 → 東庄所 → 城西町 → 阪急高槻駅 → JR高槻駅南
  - 系統番号はJR高槻駅南始発が75、柱本始発が77。
  - 2024年改正で平日、土休日とも最終便は柱本団地止に変更となった。
- 【23】：JR高槻駅南 → 阪急高槻駅 → 城西町 → 東庄所 → 芝生住宅東口 → 車庫前 → 唐崎西口 → 玉川口 → 西面口 → 柱本 → 柱本団地 → 西面口 → 三島江 → 唐崎 → 唐崎西口 → 車庫前 → 芝生住宅東口 → 東庄所 → 城西町 → 阪急高槻駅 → JR高槻駅南
  - 【22】とほぼ同一の行程だが、復路のみ三島江を経由するもの。かつて運行していた三島江線の代替として三島江集落を含む三箇牧地区の足となっている（柱本線と三島江線は1985年に統合[4]）。
  - 柱本からの行先番号は【1A】。
  - 三島江・三箇牧地区は市南部の淀川沿いにある住宅地であるが農家も多数存在し、住宅地の中の農村の趣も醸し出している。かつて、この付近の淀川河川敷では牛が放牧されており『三島江の放牧』として有名であった。三島江停留所は、市役所三箇牧支所の最寄りのバス停となっている。
  - 市営バスと阪急バスの三島江と柱本は、距離が数百メートルほど離れている。
  - 系統番号はJR高槻駅南始発が76、柱本始発が78。
- 【25】：＜JR高槻駅南方面から【23】として直通→＞柱本 → 柱本団地 → 西面口 → 三島江 → 唐崎 → 唐崎西口 → 車庫前
  - JR高槻駅南から柱本地区を循環後芝生車庫へ入庫する系統である。夜間に2本設定される。系統番号80。

### 富田団地線
府道16号を車庫前まで南下し、市中南部の牧田町にある富田団地へ向かう路線。芝生営業所管内でも代表的な路線ではあるが路線の大半の区間が他の路線と競合しているため、路線単独での乗車率はあまり高くない。
柱本方面の路線を広島ガラス（現在の車庫前）から分岐させる形で富田団地東までの区間を1971年4月8日開設。翌1972年3月6日に富田団地まで延長。
- 【18】：JR高槻駅南 - 阪急高槻駅 - 城西町 - 東庄所 - 芝生住宅東口 - 芝生西口 - 車庫前 - 富田団地東 - 富田団地中央 - 富田団地
  - 基本系統で、土休日は全てこの系統となる。昼間時は20〜30分に1本の運行である。
  - 系統番号は73。
- 【17】：JR高槻駅南 - 阪急高槻駅 - 城西町 - 東庄所 - 芝生住宅東口 - 芝生西口 - 車庫前
  - 芝生車庫への出入庫系統のひとつ。現行ダイヤでは平日1往復のみの運行。
  - かつては中型車で運転する便がいくつか存在した。
  - 系統番号は68。

### 大塚線
市中部の大冠町・東和町・深沢町・大塚町といった新興住宅地を擁する大冠・大塚地区への路線で、沿線に府営深沢住宅や天川住宅などの集合住宅があるため、芝生営業所管内の路線ではトップクラスの乗車率である。「北大塚線」とも称される。
「冠線」をルーツとする路線。1965年4月28日に前島線からの分岐として六中西 - 深沢住宅南口間の運行を開始（深沢住宅線）。1967年2月10日に深沢住宅南口から北大塚まで延長され、現在に至る。深沢住宅線時代はクレハ研究所前 - 馬場で春日町を経由するものもあった。
JR高槻駅南では同じ4番のりばから発車する下田部線・玉川橋線とは乗車列が分けられている。
なお、北大塚停留所は並走する京阪バス枚方高槻線にもあるが、1kmほど離れている。
- 【15】：JR高槻駅南 - 阪急高槻駅 - 沢良木町 - 天川町 - 須賀町 - 大冠町 - 東和町 - 深沢住宅 - 深沢住宅南口 - 北大塚
  - 昼間は基本的に20分間隔での運行だが、土休日は25分間隔となる時間帯がある。芝生営業所管内の路線中、運行本数は最大である。
  - 系統番号は84。
- 【15A】：JR高槻駅南 - 阪急高槻駅 - 天王町 - 野田 - 北大冠校前 - 六中前 - 須賀町 - 大冠町 - 東和町 - 深沢住宅 - 深沢住宅南口 - 北大塚
  - 運行本数は平日の1往復のみ。復路は【1A】。
  - 系統番号は105。

### 下田部線
市中南部に位置する登町にある公団・府営と両方共存する集合団地、下田部団地への路線。「下田部団地線」とも称される。
1969年10月21日開設。当時は高槻駅西口発着で、辻子経由と城西町経由の2系統があった。城西町経由は西冠 - 大味 - 下田部 - 東庄所 - 城西町 - 高西町 - 桃園町の経路で運行されていた。芝生営業所管轄の路線で唯一西口発着の系統だった。
阪急高槻市駅付近高架化工事の推移に伴い、1991年6月3日から現在のJR高槻駅南から辻子を経由するルートに変更、城西町経由は廃止された。
経路変更前は下田部団地から国鉄・阪急高槻駅を経由せず田町周辺を循環して団地に戻る系統が朝ラッシュ時に辻子先行・城西町先行共に設定されていた。
1999年5月に「下田部団地口」停留所が新設。
経路変更以降はJR高槻駅・阪急高槻市駅へのアクセスが大幅に向上したことで利用客を伸ばしている。
下記の玉川橋線と共に、松原 - 辻子間は京阪バス枚方高槻線と重複。
昼間はおおむね20〜30分に1本（土休日は25分間隔）の設定で、基本的には【16】が運行される。
- 【16】：JR高槻駅南 - 阪急高槻駅 - 沢良木町 - 春日町 - 辻子 - 西冠 - 下田部団地口 - 下田部団地
  - 終点の下田部団地には回転場がないため、府道の高架下でUターンして折り返す。
  - 系統番号は81。
- 【17B】：JR高槻駅南 - 阪急高槻駅 - 沢良木町 - 春日町 - 辻子 - 西冠 - 下田部団地口 - 下田部団地 - 唐崎北 - 車庫前
  - 府道14号大阪高槻京都線の一部区間供用開始に伴い開業した。一部便の区間延長として運行する。
  - 系統番号は82。

### 玉川橋線
【16A】下田部団地経由玉川橋団地系統経路変更として2017年4月1日より運行開始。番田地区への市バスの乗り入れは旧番田線の京阪バス移譲以来37年ぶりである。玉川橋団地は市南西部の茨木市との市境に位置する公団住宅であり、枚方市と茨木市のほぼ中心に位置するため、この付近をエリアとする京阪バスが茨木・枚方方面から数多く乗り入れている。
昼間を中心に玉川橋団地行きは平日7本・土休日5本、JR高槻駅南行きは平日5本、土休日4本の設定。
「玉川橋団地線」とも称される。現行ルートに変更された際「バンブー10(テン)ライン」という愛称が付けられたが全く定着せず現在は使用が確認されていない。系統番号は174。
玉川橋団地へ乗り入れる路線は1971年2月15日の開設で、現行ルートになるまでに2度の経路変更が行われている。開設当初は柱本線などとともに府道大阪高槻線を唐崎西口まで南下していた。府道十三高槻京都線の供用開始に伴い、下田部団地経由の【16A】に変更（系統番号74）。
他に1980年代には玉川橋団地を起終点として三島江周辺を循環する系統も夕方に1回運行されていた（三島江線が柱本団地延長時には姿を消していた）。
なおこの路線の開設により、阪急高槻駅 - 辻子の各停留所と番田の区間で京阪バス枚方高槻線5号経路と、玉川橋団地 - 番田間で同枚方茨木線と競合し、かつ市営バスの均一区間運賃と京阪バスの1区運賃との間で運賃不整合が生じている。
- 【19】：JR高槻駅南 - 阪急高槻駅 - 沢良木町 - 春日町 - 辻子 - 竹の内小学校前 - 番田 - 唐崎 - 西切 - 玉川橋団地

### 道鵜線
高槻中心部と高槻市東部の五領地区を結ぶ路線で、後述の国道線と同様運行区間の大部分で国道171号線を経由する。道鵜町発着の系統と上牧方面へ向かう系統に大別される。道鵜町発着系統のみを指して、あるいは全系統合わせて「道鵜町線」と称されることもある。

#### 道鵜町線
市中心部と道鵜町地区を結ぶ。道鵜町は高槻市東部に位置する集落で、毎年2月ごろに淀川河川敷で行われる『鵜殿のヨシ焼き』は有名である。
1962年4月1日開設。現行の停留所名になるまでの道鵜町は「道斉」または「道才」と称されており、路線名も「道斉線」であった（道鵜町北口についても同様）。以降基本系統については長らく高槻中心部付近を除き大きな経路変更はなかったが、2019年4月1日改正で梶原南 - 道鵜町北口間で井尻を経由するルートに変更。
かつて夜間1本のみ、道鵜町発で駅には乗り入れない車庫前行き【17】が運行されていた。のちに阪急高槻駅に乗り入れ、2004年8月1日のダイヤ改正により、系統を分割した（道鵜町発はJR高槻駅南行きに、車庫前行きはJR高槻駅南発に変更）。ただし、土曜、日曜・祝日ダイヤでは、2006年3月31日まで、道鵜町発阪急高槻駅経由車庫前行きは残されていた。
- 【12】：JR高槻駅南 - 阪急高槻駅 - 天王町 - 野田 - 萩之庄南 - 国道梶原 - 道鵜町
  - 系統番号は86。
  - 昼間は30分に1本の設定。

#### 上牧線
2013年4月1日より運行を開始した。上牧駅近辺は国道171号線の慢性的な渋滞があるため、尺代柳谷線が1975年に廃止になって以降長年バス運行がなく、本系統の開設により上牧地区には38年ぶりに市バスが運行されることになった。それまでは梶原南（国道171号）が高槻市営バスの最東端だった。
道鵜町系統を延長する形で1日12本運行し、うち平日1本、土休日3本は【7A→1A】として道鵜町を経由する。
循環系統。淀の原地区が狭隘道路のため中型車による運行である。
- 【7】：JR高槻駅南 → 阪急高槻駅 → 天王町 → 野田 → 萩之庄南 → 国道梶原 → 国道上牧西 → 阪急上牧駅 → 淀の原北 → 淀の原南 → 上牧中央 → 阪急上牧駅 → 国道上牧西 → 国道梶原 → 萩之庄南 → 野田 → 天王町 → 阪急高槻駅 → JR高槻駅南
  - 系統番号111。
- 【7A】：JR高槻駅南 → 阪急高槻駅 → 天王町 → 野田 → 萩之庄南 → 国道梶原 → 道鵜町 → 国道上牧西 → 阪急上牧駅 → 淀の原北 → 淀の原南 → 上牧中央 → 阪急上牧駅 → 国道上牧西 → 道鵜町 → 国道梶原 → 萩之庄南 → 野田 → 天王町 → 阪急高槻駅 → JR高槻駅南
  - 上述の通り、淀の原北から【1A】として運行される。系統番号112。
  - 井尻・道鵜町北口については合計で4回経由する。

### 前島・六中線
市中東部を流れる桧尾川周辺の地域への路線。長らく全系統が天王町を経由していたが、2023年4月1日改定で安満遺跡公園への新ルートが開設された。
高槻小学校正門前北側の三叉路にて先述の冠線より分岐し東行する形で、1960年9月1日より国鉄高槻南口 - クレハ紡前 - 西住宅前（現・藤の里） - 東住宅前（現・天川町） - 六中前 - 東天川で運行開始（東天川線）。 1961年9月1日より、東天川 - 前島間を延長。当時は野田から六中前に至る道路は存在しなかった。1962年6月21日より国道170号線経由に変更され、さらに1972年3月6日より国道171号線野田を経由する系統が新設。以降は野田経由が標準となったが、昭和50年代ごろまではわずかながら天川町経由も存在した。前島系統は早期にすべて野田経由に統一された一方、六中前系統は昭和末期まで夜間の1本のみながら運行されていた。

#### 安満遺跡公園経由
中型車または小型車を使用する系統。平日は【13c】（系統番号185）のみが1時間に1本の運行。土休日昼間は安満遺跡公園東発着の【10c】（系統番号186）が1時間に1本追加で運行され、JR高槻駅南 - 安満遺跡公園東間は1時間に2本となる。
復路は全て【1c】となる。
行先番号は区別のため「c」が付されているが、2023年4月現在【13】【10】を名乗る系統は存在しない。
他のJR高槻駅南4、5番のりば始発の系統は八丁畷交差点で分岐する中、この系統群のみ八丁畷交番前交差点から分岐する。
この系統の開設に伴い、野田停留所には交差点北側に安満遺跡公園経由駅行きののりばが新設された。
- 【13c】：JR高槻駅南 - 阪急高槻駅 - 安満遺跡公園（子ども未来館） - 安満遺跡公園東 - 野田 - 北大冠校前 - 六中前 - 前島
  - 前島集落は市東部の淀川と桧尾川に挟まれた地域である。終端の東天川 - 前島間は狭隘区間でかつて同区間では誘導員が同乗、前島停留所での方向変換の誘導を行っていたが2012年4月1日のダイヤ改正で西へ100mほどのところにロータリー型の新たな前島停留所を設置し誘導員の乗車は廃止された。また東天川停留所には誘導員のための詰所が設けられていた。
- 【10c】：JR高槻駅南 - 阪急高槻駅 - 安満遺跡公園（子ども未来館） - 安満遺跡公園東
  - 上記の通り土休日日中の運行だが、乗車距離の短さから利用率が極めて低く、開設から約半年後の2023年11月9日には公式HPで利用促進のページが公開された[8]。
  - 小型車による運用が比較的多い。

#### 天王町経由
2023年までは前島行きも天王町を経由していた。
- 【14】：JR高槻駅南 - 阪急高槻駅 - 天王町 - 野田 - 北大冠校前 - 六中前
  - 六中前停留所は高槻市立第六中学校前の新幹線高架下に大きなロータリーを有する停留所である。
  - 原則大型車で運行されるが、中型車で運転される便も存在。
  - 系統番号83。
- 【20】：JR高槻駅南 - 阪急高槻駅 - 天王町 - 野田 - 北大冠校前 - 六中前 - 須賀町 - クリンピア前島
  - 大型車で運行される市バスの路線の中では、トップレベルで本数が少ない。
  - 高齢者専用の無料のシャトルバスを一般路線化し、2009年4月1日より運行。
  - 復路は行先番号【1A】。クリンピア前島周辺を除き、大塚線【15A】と完全に重複する。
  - 系統番号104。

## 高槻市街地循環路線
これらの路線群は他のJR高槻駅南・阪急高槻駅に乗り入れる路線とは異なり、JR線より北側へ向かう。
JR高槻駅南から阪急高槻駅を経て各方面へ向かう系統（往路）・各方面からJR高槻駅南を経て阪急高槻駅止まりとなる系統（復路）・各方面からJR高槻駅南→阪急高槻駅を経て各方面へ戻る循環系統の3種類がある。ここでは便宜上、循環系統をベースに記述する。
各方面から発車する際の行先番号は阪急高槻駅行きを示す【3】。循環系統は夜間休日応急診療所前からそれぞれの番号となる。阪急高槻駅止まりはJR高槻駅南・市役所前の両停留所では降車のみの扱いとなっており、時刻表にも掲載されていない（ただし実際には状況により乗車扱いを行う場合もある）。

### 成合・川久保線
市北東部の丘陵部・成合地区及び山間部・川久保地区への路線。市営バス最古参の路線の1つである。

#### 成合線
市北東部の成合地区の生活路線であり、芝生営業所管内では比較的乗車率が高い。また沿線には新名神高速道路の高槻インターチェンジがあり、IC周辺のまちづくり（土地区画整理事業）が進められている。
かつては現在の成合中町が「上成合」を称しており、現在の上成合は「宮の前」で山間区間の停留所として扱われていた。
昼間は下記の川久保線と合わせて30分間隔での運行。
系統番号は循環系統が91、JR高槻駅南始発が92、阪急高槻駅止まりが93。
- 【32】：上成合 → 成合中町 → 成合旭橋 → 日吉台東口 → 磐手橋 → 磐手校前 → 北郵便局前 → 八丁畷 → JR高槻駅南 → 阪急高槻駅 → 八丁畷 → 北郵便局前 → 磐手校前 → 磐手橋 → 日吉台東口 → 成合旭橋 → 成合中町 → 上成合

#### 川久保線
上記の成合線とは同一経路で、成合線の終点、上成合からは山間区間に入る。山間路線のため対キロ運賃制（整理券車）。1日8往復の運転。
川久保は市北東部にある山間の集落で、1999年までは高槻市で最後の分校、磐手小学校川久保分校があった。
平日・全ICカード利用者数の約99％が上成合までの利用となっており、川久保地区の利用客が少ないことから、上成合から北側の区間で、小型モビリティやデマンド交通など、路線バスに代わる他の交通手段導入を検討されている。
川久保発の便は全て阪急高槻駅止まり。一方、川久保行きの便には上成合を発車後高槻中心部を循環してから向かう系統が存在する。
系統番号は上成合始発循環が94、JR高槻駅南始発が95、阪急高槻駅止まりが96。
- 【33】：川久保 → 上成合 → 成合中町 → 成合旭橋 → 日吉台東口 → 磐手橋 → 磐手校前 → 北郵便局前 → 八丁畷 → JR高槻駅南 → 阪急高槻駅[注 14] → 八丁畷 → 北郵便局前 → 磐手校前 → 磐手橋 → 日吉台東口 → 成合旭橋 → 成合中町 → 上成合 → 川久保

#### 墓参バス
盆、彼岸などの時期に運行される臨時路線。午前中に15分間隔で、合計10本が設定される。ただしJR高槻駅南発の初発のみ公園墓地10区止まり。この他12時台に公園墓地3区始発が設定される。
公園墓地内は循環運行となっており、停留所名はそれぞれ公園墓地1・3・7・8・10区と称されている。
復路は阪急高槻駅行きで、行先番号は設定されず、また全便阪急高槻駅で運転打ち切りとなる。系統番号はJR発公園墓地循環が97、JR発公園墓地10区止が98。公園墓地3区発阪急高槻駅行きが99。
- JR高槻駅南 → 阪急高槻駅 → 八丁畷 → 北郵便局前 → 磐手校前 → 磐手橋 → 公園墓地1区 → 公園墓地3区 → 公園墓地10区 → 磐手橋 → 磐手校前 → 北郵便局前 → 八丁畷 → JR高槻駅南 → 阪急高槻駅

### 梶原線
市内から市東部の梶原地区への路線で、前述の道鵜線とはJR東海道新幹線・阪急京都線・JR東海道本線を挟んでほぼ平行に走っている。道鵜線は国道171号線を経由するが、梶原線は狭隘道路の西国街道を進んでゆく。
1985年にワンマン化されるまで市営バスでは最後までツーマンバスが運行されていた路線で、路線全体の大部分が狭隘であるため小型車を使用する。
ほとんどの時間帯で1時間に1本の頻度で運行されるが、平日の昼間は2時間間隔となる。
2023年12月1日から、新名神高速道路の建設工事の進展によって、萩之庄～梶原東間を西国街道からJR京都線沿いの新道（西京高槻バイパス）へ経路変更するとともに、「梶原西」「梶原」「梶原東」各停留所を移設するほか、あらたに梶原～梶原東間に「梶原中」停留所を新設した。
昭和台線廃止後は市営バス全路線中最悪の営業係数となっている。
系統番号は循環系統が88、JR高槻駅南始発が89、阪急高槻駅止まりが90。
- 【34】：梶原東 → 桧尾川 → 八丁畷 → JR高槻駅南 → 阪急高槻駅 → 八丁畷 → 桧尾川 → 梶原東

### 美しが丘線
JR高槻駅南・阪急高槻駅から別所方面へ向かう路線で、古曽部・美しが丘地区を経て寺谷町へ向かう系統と、別所本町公園へ向かう支線系統に分けられ、いずれも市営バスの中では比較的新しい路線である。
昼間はそれぞれ1時間に1本程度運行されている。

#### 寺谷町発着
市中部の新興住宅地である芝谷地区から主に阪急方面へ向かう足として2002年から運行している。
芝生営業所管轄路線として扱われていながら、実際には緑が丘営業所との共管路線で、かつ緑が丘担当便の比率が高かったが、2024年改正で緑が丘単独運行に変更となった。
- 【57A】：寺谷町 → 安岡寺東 → 日吉台西公園 → 美しが丘 → 北郵便局前 → 八丁畷 → JR高槻駅南 → 阪急高槻駅 → 八丁畷 → 北郵便局前 → 美しが丘 → 芝谷東 → 安岡寺東 → 寺谷町
  - 系統番号は15。

#### 別所線
2008年6月から運行の新系統。もともとは東豊観光（トーホーバス）が別所本町にある大型団地「サンハイツ高槻」への足として特定輸送扱いで運行していたもので、同社の撤退を受けるかたちで参入。トーホーバス時代は市営バスより運賃が若干安く、本数も多かった。
- 【56】：別所本町公園北 → 北郵便局前 → 八丁畷 → JR高槻駅南 → 阪急高槻駅 → 八丁畷 → 北郵便局前 → 別所本町公園北
  - 小型車を使用していたが、2013年4月より中型車に変更（ただし現在でも小型車を使用することがある）。
  - 系統番号は循環系統が101、JR高槻駅南始発が102、阪急高槻駅止まりが103。

## JR高槻駅北発着路線

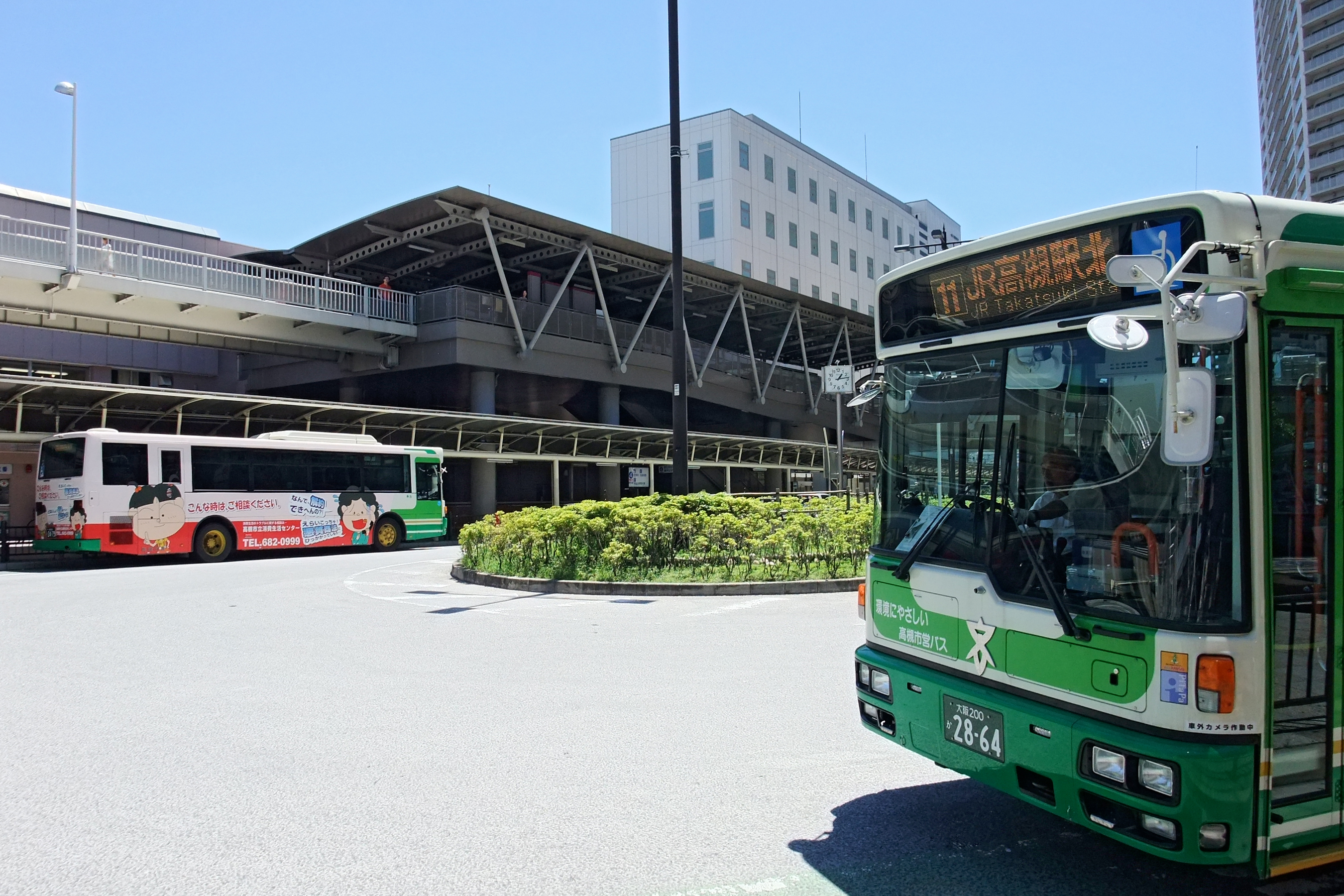
JR高槻駅北の様子

復路の行先番号は【11】。

### 原・上の口線
高槻市営バス開業時からほぼ現行のルートで運行されている路線で、最も利用率の高い路線のひとつでもある。松が丘、安岡寺など市北中部にある新興住宅地の足として活躍しており、本数は全路線のなかでも非常に多い。
緑が丘から先、府道6号をそれぞれの終点まで直進する。
JR高槻駅北では上の口行きと原大橋行きで乗車列が分けられている。
JR高槻駅北の公式ホームページの時刻表でも上の口行きと原大橋行きで分かれている他、芥川商店街 - 松が丘では原大橋行きのみ後述の樫田方面と同一枠の時刻表が用いられている（樫田線はJR高槻駅北では塚脇・下の口線と同一枠となっている）。
昼間は1時間に5〜6本程度の設定。ただし平日の13〜14時台は本数がやや少なくなる。
平日は芝生営業所の車両も走っていたが、2024年改正で廃止となった。
またこの他、緑が丘営業所からの出庫系統として、早朝を中心に緑が丘発JR高槻駅北行きが設定されている（系統番号11）。「上の口線」「原大橋線」に対して「緑が丘線」と呼ばれることもある（一例：）。2021年4月1日のダイヤ改正までは緑が丘行きの入庫系統も存在し、行先番号は【58】だった。また原・上の口線の他の系統と異なりJR高槻駅北では2番のりばからの発車であった。2022年11月まで、一部に旧JR高槻駅西への出庫ルートをそのまま引き継いだ、芥川小学校前・霊松寺を経由しない短絡ルートでJR高槻駅北へ向かう便が存在した（系統番号12）。

#### 上の口線
全13停留所中9箇所が市営バス全停留所の利用客数ランキング上位20に入る、全区間に亘り輸送密度の極めて高い系統。下記の停留所では服部（26位）以外の全てが該当。
終着の上の口には滞留所が設けられている。
- 【54】：JR高槻駅北 - 真上 - 緑が丘 - 浦堂 - 服部 - 学園前 - 安岡寺住宅 - 松が丘 - 上の口
  - 系統番号は5。
  - かつては浦堂始発の上の口行きも設定されていた（系統番号6）。浦堂発高槻駅行きもあったが国鉄民営化前に廃止されている。

#### 原大橋線
終着である原大橋は市街地の北端に位置する停留所で、周辺の原地区は田畑が広がる農村地帯であり、冬は気温が非常に低いため、かつてはこの気候を利用した寒天作りが盛んで冬の風物詩となっていた。
2009年3月31日までは、【53】の終点は原大橋であったが、厳密には原大橋から三島の郷方面に約100メートル進んだ位置に「原大橋回転場（以降回転場と表記）」という仮乗降場のような性格の停留所があり、往路・復路共にこの「回転場」を終起点としていた。この回転場は1983年まで樫田地区の路線は原大橋を始終着としており、また樫田地区路線はこの回転場で転回しており、この路線と接続する高槻発の系統についてはこの回転場に乗り入れていた。なお「回転場」は【53】以外にも原大橋 - 三島の郷前間を運行する系統も停車していた。2009年4月1日より、回転場跡に新設の「原大橋」停留所が設置され、原大橋停留所が2つとなったが、現在は元々の原大橋に集約されて回転場での乗客扱いは廃止されている。
大阪府立三島高等学校開校時には通学用として二中前経由高槻駅西行きが朝ラッシュ時に片道のみ2本運行され、通学客とサンスター等に通う通勤客などが利用したが、その後大阪府立芥川高等学校が開校し三島高校への通学客が減少したことに伴い、緑が丘経由JR高槻駅北着【11】に統合された。
- 【53】：JR高槻駅北 - 真上 - 緑が丘 - 浦堂 - 服部 - 学園前 - 安岡寺住宅 - 松が丘 - 上の口 - 原大橋
  - 系統番号は4。

### 塚脇・下の口線
市内の行楽地、摂津峡への足として活躍。摂津峡は市内を流れる芥川のある渓谷でそばには摂津峡公園や温泉などもある、市民の憩いの場である。
摂津峡への最寄りは下の口と上の口であるが、このうち【50】下の口行は平日の午前中に2本運行されているのみである。そのため土・休日に下の口側から摂津峡へ行く行楽客は【51】塚脇行に乗車のうえ塚脇で下車し、摂津峡公園まで5分ほどの道のりを歩くことになる。なお、下の口からであれば摂津峡公園まではすぐである。

#### 塚脇線
塚脇方面は市営バス最古参の系統。1976年3月16日に塚脇線の循環運行が開始されたが、当初は西之川原から浦堂へ戻るルートとなっていた。1987年4月10日に現行経路となった。
- 【51】：JR高槻駅北 → 真上 → 緑が丘 → 浦堂 → 服部 → 塚脇 → 西之川原 → 宮之川原 → 大蔵司 → 緑が丘 → 真上 → JR高槻駅北
  - 通常はこちらがほぼ終日にわたり運行。昼間は30分に1本の設定（ただし平日の10・11時台の2本は下の口循環に置き換えられている）。
  - 朝の出庫系統は浦堂から客扱いを開始する。
  - 系統番号はJR高槻駅北発が18、浦堂発が19。

- 【52】：JR高槻駅北 → 真上 → 緑が丘 → 浦堂 → 服部 → 塚脇 → 西之川原 → 宮之川原 → 大蔵司
  - 2024年改正で復活した。大蔵司着後は、緑が丘営業所へ回送となる。系統番号118。

#### 下の口線
下の口方面は1958年4月1日の開設。かつて土日を中心に数多く運行していたが、1993年から約2年間の休止後、2024年現在は平日午前の2本の運行にとどまっている。
過去においては日・祝日の昼間時間帯は全て下の口まで乗り入れており、下の口でUターン（当時は循環系統ではなかった）するために後方誘導の係員が配置されていたが、塚脇 - 下の口間の道路拡張工事のため路線休止となり、工事が終わった後も土・休日に復活することなく現在に至っている。
- 【50】：JR高槻駅北 → 真上 → 緑が丘 → 浦堂 → 服部 → 塚脇 → 下の口 → 宮之川原 → 大蔵司 → 緑が丘 → 真上 → JR高槻駅北
  - 2013年4月1日に西之川原のうち本系統が停車するのりばのみ「西之川原中」に名称変更。
  - 系統番号20。

### 芝谷線
芝谷地区から緑が丘経由でJR方面への足として設定されている路線であり、平日は緑が丘・芝生両営業所所属のバスが走っていたが、2024年改正で芝生車の運用は廃止された。
1986年10月1日開設。以来、JR高槻駅北周辺を除き大きな経路変更は行われていない。
2013年6月30日より浦堂東停留所が「服部図書館前」に名称変更。
本数・利用客数共に前述の原・上の口線より少ないが、営業係数はほぼ同程度であり、市営バス全体でも3〜4番目となっている。昼間はおおむね20〜30分に1本の頻度で運行されている。長らくJR高槻駅北では単独で3番のりばが割り当てられていたが、2021年より塚脇・下の口線等と同じ2番のりばからの発車となった。
- 【57】：JR高槻駅北 - 真上 - 緑が丘 - 服部図書館前 - 芝谷町 - 芝谷東 - 安岡寺東 - 寺谷町
  - 系統番号は14。

### 田能・杉生・中畑・二料線
「樫田線」や「田能線」と呼ばれることもある。
市最北部の山間に位置する樫田地区へ行く路線で4系統存在する。全て整理券車。また日乃出バス時代から運行する路線の一つでもある。
かつては山間部に狭隘な道路が存在したため大型車での運行ができず、樫田地区からのバスはいずれも中型車による原大橋発着（同停留所で高槻駅方面からのバスと接続）となっていた時期があった。一方で亀岡へ至る系統もあり、整理券方式によって原大橋から市内方面への系統と接続していた。
道路事情の改善で大型車の乗り入れが可能となったことを受け、1983年6月1日に路線再編。国鉄高槻北口からの直通運転を再開ならびに中畑 - 中畑回転場間（61）を路線延長する代わりに、大阪府・京都府界に位置する杉生から亀岡間の運行（63）は廃止された。二料系統は一時期二料山荘 - 二料間を休止したが復活、現在に至る（62）。田能停留所は1980年代から一方通行規制により、往路と復路とで離れた位置に停留所が設置されており、田能行きの場合は往路の停留所を終点としている（60）。
日乃出バス時代にはジェーン台風によって、杉生 - 亀岡間が不通になり、東別院線が開業した。これが高槻市バスに継承されたが、小泉橋経由のルートが復旧すると、東別院線の運行は廃止され、樫田 - 二料 - 東別院間も廃止された。
樫田校前が最寄停留所となる樫田小学校は、他の校区から通学が可能な特認校に指定されている。また以前は沿線に「しょうぶ園」「二料山荘」「高槻フラワーパーク」などが沿線に立地していたが、過疎化もあり現在は廃業・休業等の状況にある。しょうぶ園開園時の休日は臨時バスも運行されていた。
2016年4月1日で、高槻カントリー倶楽部停留所が廃止された（2011年の設置なので、5年間のみの運用であった）。高槻カントリー倶楽部経由便は行先番号の末尾にAが付与されていた。
原大橋までは原・上の口線と完全に重複し利用者も多いが、同停留所から先は利用客数が非常に少なく、一日の平均利用客数が5人以下の停留所も少なくない。この為、原大橋から北側の区間で、小型モビリティやデマンド交通など路線バスに代わる他の交通手段導入を検討されている。
全系統合わせて平日は駅行きが10本・駅発が9本、土休日は8往復の運行である。
系統番号は田能行きが7、杉生方面が8、中畑方面が9、二料方面が10。
前述の通り原・上の口線とは完全にルートが重複しているものの、JR高槻駅北で発着するのりばは異なる。これは過去に同じのりばに発着させていた頃、後方に並んでいた樫田方面の利用者が乗車できない状況が頻発していたことによる。
- 【60】：JR高槻駅北 - 真上 - 緑が丘 - 浦堂 - 服部 - 学園前 - 安岡寺住宅 - 松が丘 - 上の口 - 原大橋 - 出灰 - 樫田校前 - 田能
  - 高槻駅からの最終便1本のみ運行。
- 【61】：JR高槻駅北 - 真上 - 緑が丘 - 浦堂 - 服部 - 学園前 - 安岡寺住宅 - 松が丘 - 上の口 - 原大橋 - 出灰 - 樫田校前 - 田能 - 中畑 - 中畑回転場
  - 高槻市営バス最長系統。
  - 中畑集落は樫田地区の東端に位置し、京都市西京区と隣接している。
- 【62】：JR高槻駅北 - 真上 - 緑が丘 - 浦堂 - 服部 - 学園前 - 安岡寺住宅 - 松が丘 - 上の口 - 原大橋 - 出灰 - 樫田校前 - 田能西条 - 二料山荘 - 二料
  - 樫田線で唯一、田能停留所を経由しない系統。
  - 二料集落は樫田地区の西端に位置し、茨木市に隣接している地域である。
- 【63】：JR高槻駅北 - 真上 - 緑が丘 - 浦堂 - 服部 - 学園前 - 安岡寺住宅 - 松が丘 - 上の口 - 原大橋 - 出灰 - 樫田校前 - 田能 - 杉生
  - かつては府境を越えて亀岡まで足を伸ばしていた路線で、高槻市営バスでは唯一山岳トンネルを通過する。
  - 杉生集落は樫田地区の最北端、府道枚方亀岡線の途中の京都府亀岡市に隣接する地域である。

### 国道線
高槻・摂津富田の両駅を国道171号経由で結ぶ幹線。
元々、この区間は阿武山・塚原線や奈佐原線などのJR富田駅発着路線の高槻駅北発着系統と完全に重複しており、それらの運行が中心となっていた。そのため基本となる明治大阪工場前経由の【5】の本数も非常に少なくなっていたが、2024年問題におけるの改正でJR富田駅から各方面へ向かう路線の高槻駅延長系統が全て富田駅止まりとなったため、代替として本数が大幅に増加し日中でも20〜30分に1本は運行されるダイヤとなった。
本路線が経由する「明治大阪工場前」「幸町」の両停留所は21世紀に入ってから同時改称を2度経ている。2009年に「明治電々前」「松下電器前」からそれぞれ「明治製菓前」「パナソニック前」となり、さらに2018年改称で現行名称となっている。
JR富田駅では3番のりばからの発車。
- 【5】：JR高槻駅北 - 川西[注 19] - サンスター前 - 明治大阪工場前 - JR富田駅
  - JR高槻駅付近の一部を除き、ほぼ全区間にわたり国道171号線を通る。
  - かつてはJR高槻駅西が始終着だったが現在はJR高槻駅北へ延長している。
  - 2022年12月1日には川西滞留所[注 20]始発便が開設。JR高槻駅北への送り込みとして、片道4本のみ設定されている。
  - 系統番号は通常便が24、川西滞留所始発便が124。
- 【5B】：JR高槻駅北 - 川西 - サンスター前 - 郡家 - 今城塚古墳前 - 岡本 - JR富田駅
  - 1980年ごろに開設された系統で国道171号線のサンスター前から北上、今城塚古墳のそばを通る。本数は開設当初から数えるほどである（特に土休日のJR富田駅行きは2024年現在1本のみである）ため利用は皆無に近い。
  - 復路は【11B】。系統番号25。

### 日吉台線
市中心部から至近距離にある住宅地、日吉台への路線でこの路線も市営バスを代表するドル箱路線である。営業係数は市営バス全線で最も優れ、新型コロナウイルス流行前は60台であった。かつてはJR高槻駅西発着であった。
1965年2月10日、高槻駅から日吉台（現在の日吉台西）への路線として開設。1966年2月10日より日吉台住宅内を循環するルートに変更。
高槻駅から日吉台口までほぼ真北に直進する。日吉台口は1985年5月に新設された停留所で、のちに開設された美しが丘線と交差する。
日吉台口・中央公園は乗降人員が市営バス全停留所中上位20にランクインする極めて利用率の高い停留所である。
「南公園」「東公園」「中央公園」各停留所の最寄りの公園名はそれぞれ正式には「日吉台中央公園」など「日吉台」の冠称がつく。また現在の日吉台西停留所も「西公園」と称していた（日吉台口新設と同時に改称）。
- 【65】：JR高槻駅北 → 奥天神 → 日吉台口 → 南公園 → 中央公園 → 日吉台西 → 日吉台口 → 奥天神 → JR高槻駅北
  - 日吉台線の基本系統で、昼間は15分に1本運行される。
  - 朝の出庫系統は南公園が始発となる（平日12本、土休日3本）。
  - 系統番号はJR高槻駅北発が1、南公園発が3。
- 【66】：JR高槻駅北 → 奥天神 → 日吉台口 → 南公園 → 中央公園 → 日吉台西
  - 緑が丘営業所への入庫系統として夕方以降に平日12本・土休日10本設定。2024年改正で土休日を中心に大幅に増発された。
  - 系統番号2。

### 南平台東線
沿線に平安女学院大学・関西大学と、複数の大学を抱える路線で、平日は直行便も運行される一方土休日は本数がほぼ全時間帯で減少する、学休ダイヤが用意されている等典型的な学生輸送路線である。
旧来、高槻駅から二中前方面への足として活躍していたのは駅西を起終点としサンスター前・二中前・大蔵司・緑が丘と循環していた二中線【69】である。南平台東線は平安女学院大学高槻キャンパス開校に伴い、1987年4月10日開設。その後、関西大学高槻キャンパス開校に伴い路線を延長、現在に至る。なお、二中線はこの路線の充実に伴い廃止された。
2012年4月1日付けで平安女学院大学停留所の移転・再整備のため同停留所を一時廃止、5年後の2017年4月1日に現在地にて再度設置された。
直行便は学休期以外の平日のみ運行する。入試など、大学で行事がある際には臨時便も運行される。
また【67】【直行】平安女学院大学行きはJR高槻駅北では4番のりばから、その他の系統は5番のりばから発車する。
- 【67】：JR高槻駅北 - 川西 - サンスター前 - 二中前 - 南平台小学校前 - 平安女学院大学東 - 平安女学院大学
  - 平日学期日のみの設定。往路は8時台の1本のみで、復路は夕方を中心に5本設定されている。
  - 系統番号は22。
- 【直行】：JR高槻駅北 → 平安女学院大学
  - 途中の停留所には停車しない。
  - 平日学期日1本のみ。系統番号は922。
- 【68】：JR高槻駅北 - 川西 - サンスター前 - 二中前 - 南平台小学校前 - 平安女学院大学東
  - 平日はJR高槻駅北行きは朝に多数運行されるが平安女学院大学東行きの本数は極僅か。一方、土休日の夜は往復・復路共に全てこの系統となる。
  - 現在の平安女学院大学バス停がなかった2012年4月改正から2017年4月改正までは、平安女学院大学東行の直行便（系統番号921）が運行されており、またJR高槻駅北を平日朝8時台に発車する【68】平安女学院大学東行きが直行便とともに4番のりばから発車していた。
  - 系統番号は21。
- 【70】：JR高槻駅北 - 川西 - サンスター前 - 二中前 - 南平台小学校前 - 平安女学院大学 - 西の口 - 関西大学
  - 平安女学院大学以北は対キロ運賃制（整理券車）となる。
  - 平日昼間は15〜20分に1本、土休日は30分間隔。
  - 系統番号は23。
- 【直行】：関西大学 → JR高槻駅北
  - 運賃280円。
  - 復路の直行便が存在するのは時刻表上は関西大学からのもののみである。ただし、一般の時刻表には掲載されていないが、大阪医科薬科大学（薬学部）発JR富田駅行の直行便の存在が確認されている。
  - 系統番号は923。
  - 2024年改正で関西大学行きの定期便が廃止された。一方、JR高槻駅北（アル・プラザ）と関西大学を結ぶシャトルバスが、2024年1月の実証試験を経て2024年春学期から運行が開始された。ただしシャトルバスの利用には高槻市営バスの学期定期券が必要。

## JR富田駅発着路線
主に高槻市北西部に向かう路線で、JR富田駅発着の他にJR高槻駅北まで運転される系統があったが、2024年4月1日の改正で完全に廃止となった。
JR富田駅行きの行先番号は【5】。

### 奈佐原線
市西北部の南平台から奈佐原地区を循環する系統である。
奈佐原への路線は市営バス最初期から存在していたが、当初は摂津富田駅や南平台には乗り入れておらず高槻駅から直接奈佐原へ向かっていた。1967年9月11日、「南平台線」として南平台から南平台西口を経由して奈佐原へ向かう路線が開設された。1971年4月5日、南平台から北南平台を経由して奈佐原に至るルートに変更。
南平台は丸紅不動産の手により高槻市北部では比較的早く1970年代初めから開発が始まった住宅地。ただ、それゆえに沿線人口の減少も他の住宅地より早く進行してしまい、路線開設直後から長きにわたり維持されてきた昼間時20分間隔の運行が、近年になって30分間隔→40分間隔へと減便されるなど厳しい状況にある。奈佐原地区は昔ながらの農村集落と住宅地が混在し、周辺には標高270mの阿武山もあるなど市内では比較的自然豊かな地域である。2024年4月1日の改正にて、全便JR富田駅発着となった。
平日の朝の出庫便として、今城塚古墳前始発が設定されている。また平日の最終便と土休日の最終便の1本前はJR富田駅発南平台三丁目西止まり（運行終了後、緑が丘車庫へ入庫）となる。
系統番号はJR富田駅発が28、今城塚古墳前発が29。
下記の萩谷線と共にJR富田駅では1番のりばからの発車。
- 【72】：JR富田駅 → 岡本 → 今城塚古墳前 → 二中西 → 南平台 → 奈佐原 → 南平台三丁目西 → 岡本 → JR富田駅

### 萩谷線
JR富田駅から関西大学・萩谷集落を目指す路線で、奈佐原 - 萩谷間は山間対キロ区間運賃を採用している。このため全て整理券車。
前述の通り、高槻駅から奈佐原への路線は市営バス最初期から存在しており、1955年12月1日、市営バス初めての既存路線の区間延長として奈佐原 - 萩谷間を運行開始。1957年4月3日、国鉄摂津富田駅に乗り入れ開始。
利用客はJR富田駅 - 関西大学の区間に集中し、富田地区等からの学生の利用が多い。このため市営バス全路線で最も高齢者の利用比率が低い（2番目に低いのは同じく学生の利用率が高い南平台東線）。大学以北は利用客数が少なく、他の山間路線と同様路線バスに代わる他の交通手段導入が検討されている。
学生利用が中心のため学休ダイヤも設定されている。
- 【71】：JR富田駅 - 岡本 - 南平台三丁目西 - 奈佐原 - 西の口 - 関西大学
  - 関西大学高槻キャンパスの開設とともに運行開始。平日のみの設定。
  - 朝ラッシュ時に多数運行されている他、昼間時でも1時間に1本程度設定されている。学休期は大幅に削減されるものの1日数本程度は運行されている。
  - 系統番号34。
- 【73】：JR富田駅 - 岡本 - 南平台三丁目西 - 奈佐原 - 西の口 - 関西大学 - 萩谷総合公園 - 萩谷
  - 昼間1時間に1本程度、1日あたりの運行本数は平日14往復、土休日13往復。他の山間路線と比べると本数が多い。2024年改正にて全便JR富田駅発着となった。
  - 系統番号は33。
- 【75】：JR富田駅 - 岡本 - 南平台三丁目西 - 奈佐原 - 西の口 - 関西大学 - 萩谷総合公園
  - 平日・土休日ともに3往復のみの設定。系統番号35。

### 阿武山・塚原線
JR富田駅から宮田・土室地区を経て阿武山・塚原地区を目指す路線で、JR富田駅 - 土室では阿武野校前経由と宮田公民館前経由の2系統に大別される。さらに阿武山地区の循環ルートに入る系統と西塚原へ向かう系統に分かれる為、運行形態は複雑である。
利用者は高槻市営バスでも1・2を争う程多く、営業係数が70台だった時期もある等、屈指のドル箱路線である。上土室・大阪医科薬科大学（薬学部）は乗降人員が極めて多く、常に市営バス全停留所中上位20にランクインしている。
1991年より、本系統群のJR富田駅でののりばは駅北東側の旧国鉄貨物跡地が充てられている。敷地内への車両出入口は見通しが悪いため、警備員が常駐している。

#### 阿武山線
市西部の阿武山地区にある公団住宅や高槻赤十字病院・大阪医科薬科大学の足として活躍している。
主に循環系統と上の池公園折り返しの2つに大別されるが、循環系統の本数は上の池公園折り返しに比べて少ない。なお循環系統は行先表示機では「公団阿武山・日赤」、上の池公園行きは「日赤・公団阿武山」と表示される（「上の池公園」とは表示されない）。
元々は「日赤線」として1958年4月1日に開設され、高槻駅から阿武野校・塚原口を経由し日赤病院の敷地内に至る路線であった。1961年10月1日、氷室（現・巡礼橋） - 阿武野校間で氷室西・農協前を経由するルートに変更されたが、1965年10月28日には同区間のルートがさらに変更され、現行の氷室北（現・氷室）・今城塚（現・岡本）を経由するようになった。
一方、旧「阿武山線」は1989年4月10日にJR富田駅から宮田公民館前・上土室を経て公団阿武山へ至る路線として開設。
1992年4月27日に日赤線と阿武山線が統合され、公団阿武山から大和を経て塚原口に繋がるルートが新設され循環運行となった。この時、日赤病院の敷地内を走るルートは廃止された。
大阪医科薬科大学（薬学部）停留所は開設当初は「公団阿武山西」であった。1995年5月に「大阪薬大前」、2009年4月に「大阪薬科大学」の改称を経て、大阪医科大学・大阪薬科大学の合併を受けた2021年4月に現行の停留所名となった。
現状最も乗車率の高い系統の1つだが、沿線のUR阿武山団地の街開きから30年以上が経過しており、今後急速に高齢化が進むことが予測されている他、大阪医科薬科大学阿武山キャンパスの移転計画もある。
JR富田駅では4番のりばから発車する。なお昼間時は同停留所から15分に1本の頻度で【81・82・91・92】のいずれかが発車するが、阿武野校前経由便と宮田公民館前経由便は基本的に交互に運行される。
往路の行先番号は80番台が阿武野校前経由、90番台が宮田公民館前経由。1の位が1であれば循環系統、2であれば上の池公園行きとなる。
上の池公園発着の【82・92】のみ、2024年までJR高槻駅北発着が存在した。うち【92】の復路は唯一の【11A】であった（よって同日改正でこの行先番号は消滅）。
復路は宮田公民館前経由便は【5A】となる。循環便は上の池公園南から復路の行先番号となる。
- 【81】：JR富田駅 → 岡本 → 阿武野校前 → 土室 → 上土室 → 上の池公園 → 公団阿武山 → 大阪医科薬科大学（薬学部） → 日赤病院 → 日赤病院南 → 上土室 → 土室 → 岡本 → 阿武野校前 → JR富田駅
  - 平日はほぼ昼間のみの運行に限られ、運行本数も7本と最も少ない。一方で土休日は運行時間帯がほぼ終日となり、本数も【91】のそれを上回る12本となる。
  - 系統番号38。
- 【82】：JR富田駅 - 岡本 - 阿武野校前 - 土室 - 上土室 - 日赤病院南 - 日赤病院 - 大阪医科薬科大学（薬学部） - 公団阿武山 - 上の池公園
  - 平日朝に4本、この系統の復路の区間便に相当する大阪医科薬科大学（薬学部）発日赤病院・阿武野校前経由JR富田駅行きがある。
  - 系統番号は上の池公園発着が46、大阪医科薬科大学（薬学部）始発が57。
- 【91】：JR富田駅 → 宮田公民館前 → 土室 → 上土室 → 上の池公園 → 公団阿武山 → 大阪医科薬科大学（薬学部） → 日赤病院 → 日赤病院南 → 上土室 → 土室 → 宮田公民館前 → JR富田駅
  - 前述の通り、上の池公園南からは【5A】として運行される。平日・土休日共に11本の運行。
  - 系統番号39。
- 【92】：JR富田駅 - 宮田公民館前 - 土室 - 上土室 - 日赤病院南 - 日赤病院 -  大阪医科薬科大学（薬学部） - 公団阿武山 - 上の池公園
  - 系統番号は47。
  - 2004年8月1日の改正までは最終1本のみ、上の池滞留所前（現・上の池公園）の1つ先、上の池公園（現・上の池公園南）まで運転されていた。

- 【94】：JR富田駅 - 宮田公民館前 - 土室 - 上土室 - 上の池公園 - 公団阿武山 - 大阪医科薬科大学（薬学部）
  - 阿武山地区における復路は（公団阿武山循環も上の池公園発着も）原則としてすべての便が上の池公園 - 公団阿武山 - 大阪医科薬科大学（薬学部） - 日赤病院 - 上土室のルートでJR富田駅に向かうが、唯一例外となるのがこの【94】の復路に相当する【5A】である。上記ルートでは大回りとなりJR富田駅までの所要時間が大幅に延びてしまう消防署前・公団阿武山・上の池公園・上の池公園南の各停留所からの利用者を救済するため、平日朝ラッシュ時に集中して運行される。
  - 2006年4月1日までは阿武野校前経由の【84】も運行されていた。
  - 系統番号52。
- 【直行】：JR富田駅 - 大阪医科薬科大学（薬学部）
  - 各大学直行便の中で、本数が最も多い。
  - 往路のみ。復路も運行自体は行われているが、一般の時刻表への掲載はなく、大学内に掲示の時刻表にのみ掲載されている（ただし、一般客の利用自体は可能）。
  - 学休ダイヤでは他の直行便同様全便運休。
  - 系統番号952。

#### 塚原線
市西部の塚原地区への路線として活躍している。
1965年11月10日、日赤線の塚原口から延伸する形で塚原までの区間が開設。1967年4月10日、西塚原（現・塚原二丁目）まで延伸。
かつては朝と夕方に数本のみの運行であったが、西塚原周辺での宅地開発が進んだことから現在は昼間時にも毎時1本運行されている。JR富田駅では3番のりばからの発車。
2021年より、原・上の口線と阿武山線において高槻市出身の声優・福山潤による車内アナウンスが導入されているが、本系統は全区間対象外となっている。
- 【74】：JR富田駅 - 岡本 - 阿武野校前 - 土室 - 上土室 - 日赤病院南 - 西塚原
  - 朝夕のみ運行。2024年改正で全便JR富田駅発着となった。
  - 系統番号37。
- 【74A】：JR富田駅 - 宮田公民館前 - 土室 - 上土室 - 日赤病院南 - 西塚原
  - 昼間はこの系統が1時間に1本運行。
  - 2006年8月まで、行先番号は74Bであった。
  - 系統番号56。

#### 臨時系統
芝生営業所の車両が入ることもある。JR富田駅から阿武山地区にある宗教法人施設、真如苑の別院「悠音精舎」への臨時バス。途中ノンストップの直行便で、宮田公民館前を経由するルートで運行されている。平日朝に運行された場合は、折り返しは【臨時5A】JR富田駅行きとなることもある。なお、真如苑は施設開設時、高槻市に大型バス車両の寄贈も行った。
悠音精舎へ通常便でアクセスする場合は阿武野一丁目が最寄りとなる。
真如苑への各停便としては【83】【93】が設定されており（阿武野校前または宮田公民館前、日赤病院経由）、レトロ調バス「ふれあい号」などの方向幕に搭載されていたがこれらの詳細な運行実態は不明。
系統番号は54。
JR富田駅ののりばは4番のりばのさらに奥にあり、摂津富田駅松下口に直結している。
- 【臨時・直行】：JR富田駅 - 真如苑

## 阪急富田駅発着路線
阪急富田駅行きの行先番号は【4】。いずれも、阪急富田駅の近辺道路が狭隘のため原則、中型車両で運行されている。
なお以下は阪急富田駅発着の系統のみの路線を挙げる。これらの路線に加えて上述の富田南線【1】や栄町線【28】も該当する。

### 富田芝生線
2019年4月改正で運行開始した循環路線で、阪急富田駅南側のエリアの大部分をカバーしている。
区間便を含め、路線図上で左回りの系統にはL、右回りの系統にはRが行先番号に付与される。昼間は1時間に1本、右回りと左回りが交互に運行されている。
系統番号は右回り富田団地止まりが170、右回り循環が171、左回り循環が172、富田団地東発着が173。
- 【18L】：阪急富田駅 → 富田支所 → 西町 → 富田団地 → 富田団地中央 → 富田団地東 → 車庫前 → 芝生住宅東口 → 栄町 → 富田支所 → 阪急富田駅
  - 栄町一丁目から【4L】となる。富田団地東止まりの便あり。
- 【18R】：阪急富田駅 → 富田支所 → 栄町 → 芝生住宅東口 → 車庫前 → 富田団地東 → 富田団地中央 → 富田団地 → 西町 → 富田支所 → 阪急富田駅
  - 寿町から【4R】となる。復路の富田団地東始発や往路の富田団地止まりも設定されている。後者は2021年のダイヤ改正で一度廃止されたが、2022年のダイヤ改正で平日夜の往路2本のみ再設定された。

### 芝生住宅線
阪急富田駅と市中西部の如是・芝生住宅地区を結ぶ。【36】が基本系統で昼間1時間に1本運行。
- 【36】：阪急富田駅 → 如是校前 → 芝生住宅北口 → 芝生住宅 → 芝生住宅東口 → 三中前 → 芝生住宅北口 → 如是校前 → 阪急富田駅
  - 系統番号66。
- 【38】：阪急富田駅 - 如是校前 - 芝生住宅北口 - 芝生住宅 - 芝生住宅東口 - 車庫前
  - 芝生住宅停留所の復路ののりばに停車するのはこの系統のみ。
  - 阪急富田駅行きは朝のみの運行で、平日3本の内1本は芝生住宅東口始発。かつては阪急富田駅発芝生住宅東口止まりの【37】も運行されていたが2023年4月のダイヤ改正で廃止された。
  - 系統番号は芝生住宅東口始発が65、車庫前発着が67。

## 駅前バスのりばと路線カラー
JR高槻駅南、阪急高槻駅の両停留所においては各路線が発着するのりばの番号が全て統一されている。阪急高槻駅においてJR高槻駅南行きのみが発着する1ののりば番号はJR高槻では京阪バスに当てられている。
JR高槻駅北・南の発着のりばごとに色が設定されており、フルカラーLED幕搭載のバス車両においても使用されている。ただし直行便に関しては、のりばに関係なく全てグレーのラインカラーを使用。
各路線の発着するのりばは以下の通り（ただし阪急高槻駅5番のりばでは下表の系統の他に2・3番のりば発の各路線の復路に相当する【1・1A・1B】JR高槻駅南行きも発着している）。
| JR高槻駅南・阪急高槻駅 | JR高槻駅南・阪急高槻駅           | JR高槻駅南・阪急高槻駅                                               |
| 乗場                   | 路線                             | 備考                                                                 |
| ---------------------- | -------------------------------- | -------------------------------------------------------------------- |
| 2                      | 富田南線/栄町線/柱本・三島江線   | 府道大阪高槻線から城西町方面へ向かう路線                             |
| 3                      | 富田団地線                       | 府道大阪高槻線から城西町方面へ向かう路線                             |
| 4                      | 大塚線/下田部線/玉川橋線         | 15Aを除き国道170号線を経由する路線                                   |
| 5                      | 道鵜線/前島・六中線              | 野田方面へ向かう路線                                                 |
| 6                      | 成合・川久保線/梶原線/美しが丘線 | 八丁畷からJR線より北側へ向かう路線                                   |
| JR高槻駅北             |                                  |                                                                      |
| 乗場                   | 路線                             | 備考                                                                 |
| 1                      | 原・上の口線                     |                                                                      |
| 2                      | 塚脇・下の口線/芝谷線/田能線     | 芝谷線は2021年3月までは3番のりばで、路線カラーも個別に用意されていた |
| 3                      | 国道線                           | 2021年3月までは6番のりば。                                           |
| 4                      | 日吉台線/南平台東線67            | 平安女学院大学行き直行もこののりば発（ただし系統カラーは異なる）     |
| 5                      | 南平台東線（上記を除く）         |                                                                      |

## シャトルバス

### 大阪医科薬科大学病院シャトルバス
平日のみの運行で、JR高槻駅と大阪医科薬科大学病院を結ぶ。JR高槻駅に乗り入れる路線の中で唯一、阪急高槻駅を通過する。車両は、芝生営業所の日野ポンチョが運用される。JR高槻駅南では3番のりばに発着を行い、富田団地行きと乗車列が分けられている。系統番号907。
- JR高槻駅南-大阪医科薬科大学病院

## 休・廃止路線
過去、高槻市では旧国鉄（JR）駅前の再開発および、阪急京都線の高架化工事が行われ、両駅付近の変貌が激しい。かつては、新京町筋（現高槻センター街）やその2本ほど北側の筋、旧保健所（高槻市子育て支援センターが立地）前の通り、そして田町商店街（現在の城北商店街）をバスが闊歩していたが、道路整備により現在の経路に落ち着いている。
富田方面・南平台東線・日吉台線は国鉄→JR高槻駅では西口から発着していた（行先番号【2】）が、JR高槻駅北口再開発事業の完成に伴い、すべてJR高槻駅北【11】発着に変更された。上の口からの系統も朝ラッシュ時のみ西終着の便があった。

### 番田線
国道170号線を南下、淀川手前の番田地区を結んだ。1980年に京阪バスに路線移譲（現在の5号経路）。高槻市営バスでは唯一の民間移譲路線で、以降、市営バスで民間移譲された路線は存在しない。
同区間を運行する京阪バスには南辻子・北大塚・竹ノ内町バス停が存在するが高槻市バスには同停留所は設置されていない。
枚方大橋/大橋北詰（停留所名については2説あり）停留所は当初は高槻ゴルフクラブ前の淀川堤防上にあったが晩年は現在の京阪バス枚方大橋北詰と同一場所に移動した。
- 国鉄高槻南口 - 阪急高槻 - 高槻校前 - 春日町 - 辻子 - 内黒地橋 - 深沢 - 大塚 - 大橋北詰 - 番田 - 唐崎 - 三島江 - 西面口 - 柱本

### 尺代柳谷線
市営バス初期から存在し、市街を越えて京都府長岡京市の外れの柳谷集落まで運行されていた路線で、当時は西国街道を通過し神内・桜井・広瀬といった停留所を経由していた（1967年10月11日廃止）。1965年12月1日から1967年10月11日に廃止されるまでは阪急上牧・桜井住宅・桜井住宅北口を経由。1967年9月11日からは高槻市内から国道171号線を東進するルートとなり、末期は阪急大山崎 - 尺代・柳谷間の運行であった。1975年5月1日から休止し、同年10月16日に廃止され、臨時路線となる。
この時に廃止された停留所は五領・上牧・水無瀬・島本・阪急山崎駅・国鉄山崎駅・東大寺・岩谷橋・善光寺・尺代・浄土谷・柳谷。柳谷停留所は前述の不定期運行を続けていたバスの終着点と同じ位置である。1975年当時の路線図には高槻市内からも直通の表記がされていた。
- 国鉄高槻南口 - 阪急高槻 - 天王町 - 野田 - 萩之庄南 - 国道梶原 - 上牧 - 水無瀬 - 島本 - 尺代 - 柳谷 - 阪急山崎 - 国鉄山崎

### 昭和台線
市西部の昭和台地区への路線。新興住宅地を走るが最寄駅（JR摂津富田駅・阪急富田駅・総持寺駅）まで自転車や徒歩でもそれほど時間がかからないためか、朝と夕方数本のみの運行にとどまっていた。部分的に狭隘道路を運行するため、原則、小型車で運行しており、市営バスの中では比較的遅くまでツーマン運行だった。
2019年4月改正で休止。これに伴い、ひかり診療所前・富田校前・昭和台一丁目・昭和台二丁目・西垣内・西の町の6つの停留所も営業休止となった。JR富田駅行きのみ西垣内 → 富田校前間で路線名の由来となっている昭和台一丁目・二丁目に停車していた。
西垣内・西の町は近鉄バス鮎川系統とも重複していた（ただし西の町については近鉄バス側は「富田西之町」となっていた）。このエリアを走る近鉄バスは2008年に休止となっている。
元は国鉄高槻西口 - 国鉄富田駅 - 西町の路線であった。
- 【18】：JR富田駅 - 富田校前 - 西垣内 - 西町 - 富田団地
- 【18A】：JR富田駅 - 富田校前 - 西垣内 - 西町 - 富田団地 - 富田団地中央 - 富田団地東

### 高槻赤十字病院シャトルバス
平日のみの運行。芝生営業所のマイクロバスで運行される。またJR総持寺駅は高槻市営バスの停留所では数少ない、高槻市外の停留所である。2024年5月31日を以て、運行が終了となった。
- JR総持寺駅-JR摂津富田駅-土室南-高槻赤十字病院
- JR摂津富田駅-宮田-巡礼橋-岡本-高槻赤十字病院

## 主要な停留所の乗降客数
ここでは令和元年度第3回高槻市自動車運送事業審議会において資料として使用された「路線別カルテ」より、2018年10月から2019年6月までの平日の平均ICカード乗降客数が2000人を超える停留所を1つ以上、または1000人を超える停留所を2つ以上有する路線を取り上げ、300人以上の停留所を表形式にて記載する（太字は1000人以上）。

### 富田団地線
| 停留所       | 乗降客数 |
| ------------ | -------- |
| JR高槻駅南   | 1515     |
| 阪急高槻駅   | 1229     |
| 市役所前     | 315      |
| 芝生住宅東口 | 352      |
| 芝生西口     | 316      |
| 富田団地中央 | 685      |
| 富田団地     | 632      |

車庫前まで完全に重複する柱本・三島江線に芝生地域からの利用客が分散されていることや、富田団地周辺は高槻市駅より阪急富田駅の方が至近距離にありそちらへの分散もあるなど不利な条件が多いものの、市内有数の人口密集地域を走行することからなお利用者は多い。
車庫前以西は富田団地中央が最も多くなっている（富田芝生線についても同様である）。
この路線を含め、JR高槻駅南2・3番のりば発の路線は市役所前の利用率が比較的高いという特徴がある。
また6番のりば発を除く南発着の路線はいずれも降車数は阪急高槻駅とJR高槻駅南の差がほとんどないのに対し、乗車数はJR高槻駅南が阪急高槻駅を大きく上回るという特徴がある。

### 大塚線
| 停留所       | 乗降客数 |
| ------------ | -------- |
| JR高槻駅南   | 1890     |
| 阪急高槻駅   | 1448     |
| 藤の里       | 323      |
| 天川町       | 300      |
| 東和町       | 485      |
| 深沢住宅南口 | 510      |
| 北大塚       | 689      |

芝生営業所管内では最も乗車率の高い路線で、JR高槻駅南・阪急高槻駅共に路線単体での乗降客数が最高となっている。
特に深沢住宅南口・北大塚については並走している京阪バスと競合関係にあるにもかかわらず乗車率がかなり高くなっている他、駅から至近距離にある藤の里・天川町についても比較的多くの利用がある。

### 下田部線
| 停留所       | 乗降客数 |
| ------------ | -------- |
| JR高槻駅南   | 1449     |
| 阪急高槻駅   | 1007     |
| 西冠         | 422      |
| 下田部団地口 | 300      |
| 下田部団地   | 913      |

国道170号線区間はより本数の多い京阪バスに利用客を大きく取られている（城東町・春日町・辻子のいずれも200人台である）ものの、単独区間の利用率が非常に高い。
下田部団地については、国道171号線以南の市営バス全停留所中最高の乗降人員を誇る。

### 道鵜線
| 停留所     | 乗降客数 |
| ---------- | -------- |
| JR高槻駅南 | 1408     |
| 阪急高槻駅 | 1234     |
| 野田       | 886      |
| 萩之庄南   | 375      |
| 道鵜町     | 339      |

阪急高槻駅の乗降人員は大塚線に次いで全路線中2番目に多く、JRと阪急の利用者数の差が小さい路線の1つである。
野田については、阪急高槻駅から3つ目という至近距離にありかつ前島・六中線に利用者が大きく分散されているにもかかわらず、南側では最高クラスの乗降人員である。第一東和会病院が至近にあることから、駅以外の停留所との相互利用も一定数見られる。
萩之庄南は、イオン高槻の最寄りの停留所である。
上牧方面の利用率は阪急上牧駅を含め低くなっており、また同停留所の乗降人員は上牧地区内に位置する淀の原南とほぼ同程度であることからも、上牧駅での鉄道乗り継ぎにはあまり使われていないことが分かる。

### 原・上の口線
| 停留所     | 乗降客数 |
| ---------- | -------- |
| JR高槻駅北 | 5871     |
| 芥川商店街 | 1633     |
| 真上       | 539      |
| 緑が丘     | 910      |
| 浦堂       | 767      |
| 服部       | 570      |
| 学園前     | 909      |
| 安岡寺住宅 | 1945     |
| 松が丘     | 1551     |
| 上の口     | 1509     |

真上〜上の口間の全停留所で乗降人員が500人を上回り、安岡寺住宅・松が丘・上の口の3つは駅や大学などが近隣にないにもかかわらず1500人を超えるという極めて高い利用率である。なおこの数値は樫田方面の便の利用者を除いた値であるため、合算した場合は安岡寺住宅の利用者数は2000人を超える。
駅行きにおける芥川商店街の利用率が他の路線と比べて飛び抜けて高くなっており、特に学園前についてはJR高槻駅北と芥川商店街の降車人員がほぼ同等となっている。
他の路線についても言えることではあるが、芥川商店街で降車した利用客も郊外へ向かう際は始発であるJR高槻駅北から乗車する場合が多いため、前者が降車客数の割合が圧倒的に高いのに対し、後者は乗車客数の比率が高い。

### 芝谷線
| 停留所     | 乗降客数 |
| ---------- | -------- |
| JR高槻駅北 | 2230     |
| 芥川商店街 | 433      |
| 芝谷町     | 380      |
| 芝谷東     | 433      |
| 芝谷古墳前 | 301      |
| 安岡寺東   | 530      |
| 寺谷町     | 640      |

美しが丘線との重複区間の利用者が多い。下記の日吉台口と比べると、JRまでの所要時間や本数の差が小さいこともあり、ある程度の分散が見られる。

### 日吉台線
| 停留所     | 乗降客数 |
| ---------- | -------- |
| JR高槻駅北 | 3653     |
| 芥川商店街 | 700      |
| 奥天神     | 587      |
| 日吉台口   | 909      |
| 南公園     | 438      |
| 東公園     | 330      |
| 中央公園   | 1610     |
| 日吉台西   | 399      |

日吉台地区の利用者が多く、特に中央公園については郊外屈指の乗降人員である。
循環部のループが南北に細長くなっていることから、南公園・東公園については日吉台西と使い分ける乗客もいる（前者2つについては降車人員が乗車人員を大きく上回る）。
日吉台口へは美しが丘線も乗り入れており、阪急へもアクセスできるため若干の分散は見られるが、大部分は本数が多くJRへの所要時間も短いこちらを利用している。なお、日吉台線と美しが丘線の数値を合算すると、1000人に達する。

### 南平台東線
| 停留所           | 乗降客数 |
| ---------------- | -------- |
| JR高槻駅北       | 3578     |
| JR高槻駅西       | 400      |
| 南平台東         | 303      |
| 南平台小学校前   | 386      |
| 平安女学院大学東 | 363      |
| 関西大学         | 1521     |

関西大学への通学客が突出して多い他、南平台地区東部の住民の利用もある。
その一方、同じく大学最寄りの停留所である平安女学院大学の利用は287人と多くなく、大学の名称を冠していながら地元住民の利用が中心である平安女学院大学東の方が多くなっている。
なお、関西大学・平安女学院大学共に周辺の民家が非常に少ないため、学休期間や休日は大幅に利用客が減少する。
JR高槻駅西での降車率が他の路線と比べて高いという特徴もある。

### 阿武山・塚原線
| 停留所       | 乗降客数 |
| ------------ | -------- |
| JR高槻駅北   | 1263     |
| JR富田駅     | 7382     |
| 上土室       | 1123     |
| 日赤病院南   | 707      |
| 日赤病院     | 606      |
| 大和         | 312      |
| 大阪薬科大学 | 2113     |
| 消防署前     | 420      |
| 公団阿武山   | 551      |
| 上の池公園   | 421      |

JR富田駅の利用客数は、路線単体の数値としては全停留所中最高である。
JR高槻駅北〜JR富田駅の国道区間の分担率も最も高く、この区間を走行する路線では唯一JR高槻駅北の乗降人員が1000人を上回る。ただし同停留所の数値がJR富田駅の半数程度ある奈佐原線とは異なり、利用客の多くがJR富田駅に集中している。
原・上の口線と同様に、郊外に1000人以上の利用がある停留所を複数抱えており、この内大阪薬科大学は郊外では最大の利用者数がある。大学利用者だけではなく、周辺の人口密度も比較的高いので開講日以外の利用も多い。同様に大学最寄りの停留所である関西大学は、南平台東線と萩谷線の利用客数を合算してもこちらの数値を僅かに下回る。
UR阿武山団地からの利用者は公団阿武山の他、前後の消防署前・上の池公園にも分散している。3停留所共に高い乗車率である。
塚原線単独区間の利用はそれほど多くない。

## 阪急高槻市駅高架化工事による経路の変遷
1982年から1993年にかけて工事が行われていた阪急京都線高槻市駅付近連続立体交差（高架）化事業では、阪急高槻駅へ乗り入れていた路線を中心に大幅な経路変更が行われた。経路変更の変遷は以下のとおりである。
- 1982年11月 … 阪急ダイヤ改正・工事開始
  - 工事開始に伴う経路変更
    1. 大塚線・道鵜線・前島・六中線の阪急高槻駅への乗り入れを中止、阪急高槻駅・医大前の各バス停は休止、京口停留所を代替停留所とする。
    2. 成合・川久保線・梶原線はJR高槻駅南発着とし、弁天駐車場前（現・夜間休日応急診療所前）を代替停留所とする。
    3. 府道大阪高槻線関係路線（富田団地線など）については京口停留所を通過とし、田町停留所を代替停留所とする。
- 1991年6月 … けやき通り（JR高槻駅 - 高槻市役所前交差点）本格供用開始
  - 下田部線の経路変更
    1. JR高槻駅西発着をJR高槻駅南発着に変更
    2. 往路（下田部団地ゆき）は弁天駐車場前・京口経由、復路（JR高槻駅南行き）は田町・市役所前（けやき通り）経由とする。
    3. 全便春日町・辻子経由とする。
    4. 城西町経由は廃止。よってJR高槻駅西 - 城西町経由 - 下田部団地系統と下田部団地 - 田町 - 下田部団地循環は廃止（桃園町・大味前停留所が同時に廃止）。
- 1993年10月 … 阪急高架工事竣工・阪急みずき通（旧八丁畷踏切 - 旧浄因寺踏切付近）本格供用開始（これにより一部の仕上工事を除き、高架化工事は完成となる）
  - 高架化工事完成に伴う経路変更
    1. 阪急高槻駅停留所が復活、阪急高槻駅へ乗り入れが再開された。JR高槻駅南発着の路線すべてが阪急高槻駅を経由する。この時より富田団地・柱本団地方面などの府道大阪高槻線関係路線が初めて乗り入れを開始した。
    2. 工事に伴う代替停留所のうち、京口・田町停留所を廃止とする。
    3. 芝生営業所管内の路線に行先番号が設定された。なお、緑が丘営業所管内の路線に対する行先番号の設定は翌年の4月からである。

## 普通運賃・乗車券他
- 運賃（市内均一区間）は、大人220円・小児110円、後払いである。（2023年4月現在）
  - 上成合・原大橋・平安女学院大学・奈佐原より北部（山間）は対キロ区間制運賃（整理券車）を適用。
- 一日乗車券は、均一1day 大人630円・小児300円、均一2day 大人1,000円、全線1day 大人1,000円（どちらも小児500円）
  - このカードは、2017年6月30日までは、任意の日に日数に応じて指定区間を何回でも自由に乗降できた。2017年7月1日以後、均一2dayについては、利用可能日が、任意の2日間から、連続した2日間に変更された[15]。
- 回数券・回数カード（昼間割引は10時から15時30分の降車時に利用可能）
  - 紙式回数券（2019年9月30日をもって利用終了）
    - 普通回数券：700円（70円券×11枚）、1,100円（110円券×11枚）、2,000円（220円券×10枚＋50円券1枚）、2,700円（280円券×11枚）
    - 昼間割引回数券：1,100円（100円券×13枚）、2,200円（220円券×12枚＋50円券1枚）、2,700円（280円券×13枚）

  - カード式回数カード（2018年1月31日をもって利用終了）
    - 普通回数カード：1,000円（利用可能額1,100円）、2,000円（利用可能額2,200円）、4,000円（利用可能額4,400円）
    - 昼間割引回数カード：2,000円（利用可能額2,600円）、4,000円（利用可能額5,200円）
      - 後述のTsukica導入に伴い、紙式回数券とカード式回数カードは廃止となる。このうち、カード式回数カードについては2018年1月31日をもって利用終了となった[16]。また、紙式回数券についても、2018年9月30日をもって販売終了、2019年9月30日をもって利用終了となる[17]。
- スルッとKANSAIに加盟
  - 2008年4月1日よりICカードシステムを導入、ICOCAおよびPiTaPaに対応、同時に定期券のIC化との南北両方利用者の定期運賃実質値下げ（これまではJRの線路を基準に南部区間と北部区間で分けられ、両方で利用するには南北区間用の定期券を購入する必要があったが、これにより1区間の定期運賃で南北共通で利用できるようになった）。
    - 均一区間は降車時のみに回数カードまたはスルッとKANSAIカードを挿入、もしくはICカードをタッチ。なお、対キロ運賃制（整理券車）の場合は乗車時にも備え付けの読み取り機にカードを挿入もしくはICカードをタッチする必要がある。

  - 2015年4月17日からは全国の交通系ICカード相互利用に対応を開始した[18]。
- 2018年10月1日から、高槻市営バス独自のIC乗車カードとして、Tsukica(ツキカ)が導入された[19]。回数券相当のプレミア割引や、昼間割引、乗継割引が設定されている[20]。

## 車両
関西圏ではよく見られた、後乗り前降りのツーステップを採用していた（かつて中乗り前降りを導入していたこともある）。1996年にワンステップバスを導入（いすゞキュービック＋西工）して以降は、すべてワンステップもしくはノンステップで導入している。
いすゞ自動車・日野自動車のシャーシに西日本車体工業製のボディーを使用した車両が大半で、導入比としては7割がいすゞ＋西工、三菱ふそうの純正車体が3割程度。スケルトン車体化から西工廃業までいすゞ純正の車体は存在せず、すべて西工車体が架装された。その後、西工廃業直前にスペースランナーA（三菱ふそうエアロスターのUDトラックス供給車）を導入し、長年購入し続けた西工製車体に終止符を打った。
芝生営業所には前述したような大型車のほか、大型のCNGノンステップ車が2台、中型を10.5 mに伸ばした日産ディーゼル・スペースランナーJP、その他狭隘路線用の小型車も在籍していた。緑が丘営業所では山岳路線を担当しているため、高出力車も在籍する。
基本的にワンステップ車は標準尺、ノンステップ車は短尺で購入している。
2018年より世界初の試みとして京阪バスが実施していた、LED式の方向幕における発車時刻の表示を、高槻市交通部においても世界で2番目に実施するようになった。
2017年より導入されたフルカラーLED幕搭載車両では、JR高槻駅での発着乗り場に合わせて系統ごとに色分けがされている（芝谷線は2021年ののりば変更に合わせてこの色も変更された）。この他、回送車は季節・行事に合わせて通常の「回送」とは異なる様々な表示を行うことがある。
特筆すべき車両として、芝生営業所に在籍する020号車、緑が丘営業所に在籍する014号車は関西将棋会館が高槻市に移転することを記念し、羽生善治や藤井聡太など棋士が描かれた「高槻将棋ライナー」、021号車はアイドルマスターの登場人物、高槻やよいが描かれた「高槻やよいライナー」として運行している。後者の021号車は登録番号を高槻やよいの語呂合わせである「841」に変更するなど徹底している。

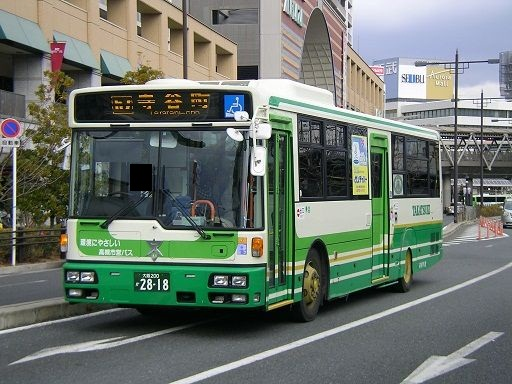
日産ディーゼル＋西工車体 ワンステップ車
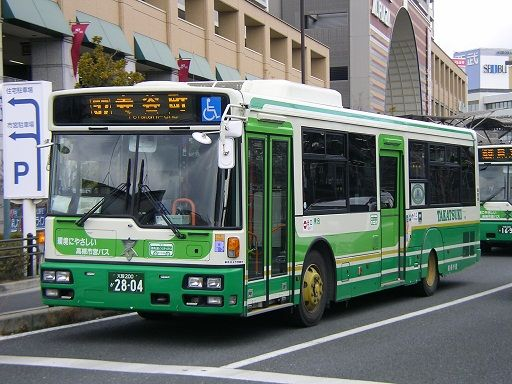
三菱ふそう＋西工車体 ノンステップ車
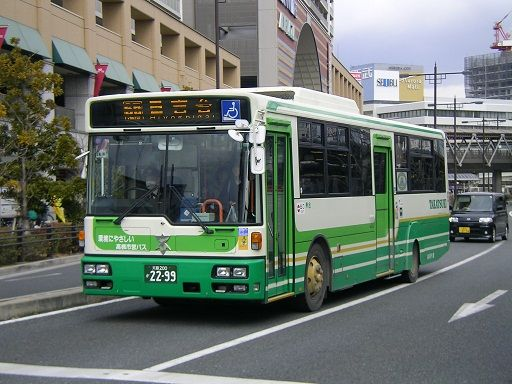
いすゞ＋西工車体 ワンステップ車
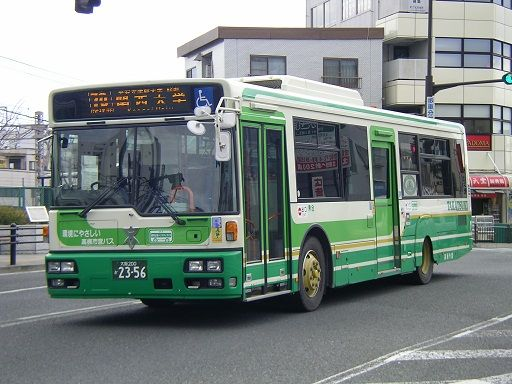
日野＋西工車体 ノンステップ車

### 塗装
かつてはクリームの車体に青線の入った車両を用い、ワンマンカーにはさらに赤線が入っていた。現在は白の車体に下半分濃緑の裾回り・黄線で上部に黄緑帯をU字状にデザイン化したもの。高齢者福祉バスに使用される貸切車（ことぶき号）にはさらに「寿」の文字をデザイン化したポイントを入れている。かつて運行されていたレトロバス「ふれあい号」は紺1色を基本に上部を赤白のラインを入れていた。

### 車両運用
大半が営業所ごとの共通運用だが、下記路線については車両が指定されている。
1.川久保線・萩谷線・樫田線・南平台東線（関西大学発着便） … 対キロ区間運賃制のため、整理券車を使用。
2.梶原線 … 狭隘路線のため、小型車両(日野・リエッセ・日野・ポンチョ)を使用。廃止された昭和台線も同様。
3.別所線・前島線 … 狭隘路線のため、中型車両（2013年4月改正以前は小型車両の日野・リエッセ）を使用。現在でも一部に小型車を使用する便あり。
4.阪急富田駅発着系統・上牧線 … 狭隘路線のため、中型車両を使用。ただし小型車を使用する場合もある。
※ただし、1.で使用される整理券対応の大型車両は、運用上の都合で整理券発行機を稼働させずに均一運賃路線の運行へ回ることも少なくなく、また整理券発行機以外の仕様も他の大型車両とほぼ共通のため、外観上の見分けはつきにくい。なお、かつて運行されていたレトロバス『ふれあい号』も整理券対応車であった。
※前島線や阪急富田駅発着系統については特に大型車が走れないほどの狭隘路線ではないため、車両運用の都合上、大型車で運行される場合があった。実際に、中型車の導入までは大型車が使用されていた。梶原線・昭和台線についてもかつては通常の大型車によるツーマン運行であったが、ワンマン化にあわせて中・小型車が導入された。

### 廃車車両の譲渡
高槻市は、自動車NOx・PM法の適用区域ゆえに、初期に導入されたワンステップ車については一部が地方の事業者への譲渡が始まり、すでに呉市交通局（事業撤退後は広電バスに引継）のほか、八戸市営バス・南部バス・くしろバス・北海道中央バス・富山地方鉄道・熊本電気鉄道・南国交通・和歌山バス那賀などに譲渡されている。南国交通では同年春に開催されたイベント“花かごしま2011”の無料シャトルバスとして活躍、イベント終了後は鹿児島市内線等で活躍中である。なお、和歌山バス那賀では経費節減のためか車体の高槻市章や「TAKATSUKI」と書かれた部分を削除するのみで塗装そのものには変更を加えず、そのままの塗色で運行されている。
このほか、レトロバス「ふれあい号」が福岡県の民間の温泉施設に譲渡され、送迎に使用されている。また、京都京阪バスでも譲渡されている。

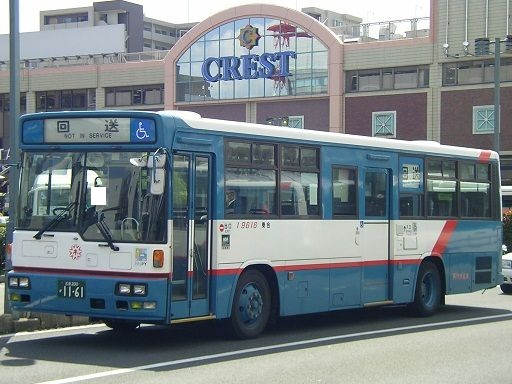
呉市交通局への移籍車
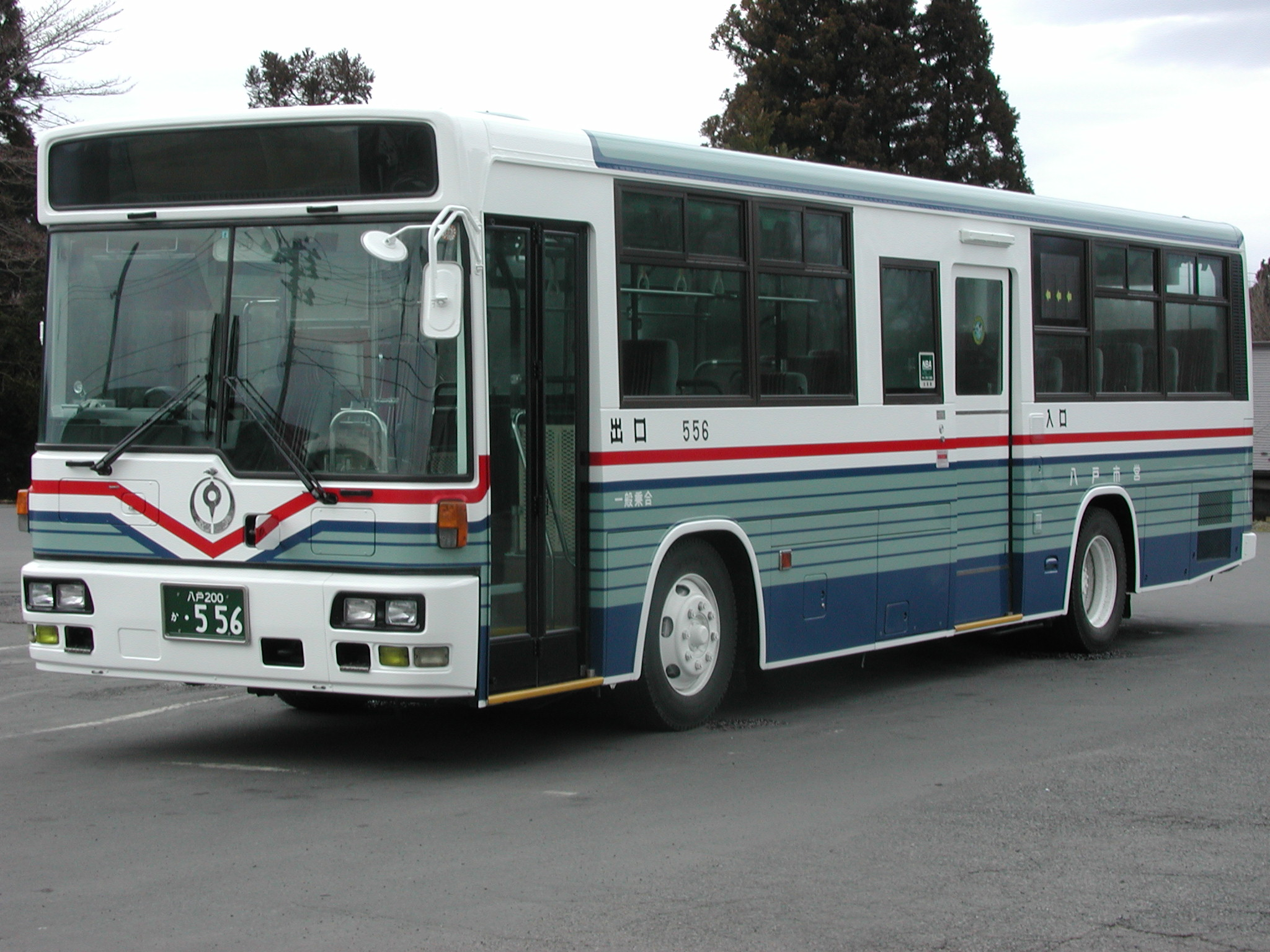
八戸市営バスへの移籍車
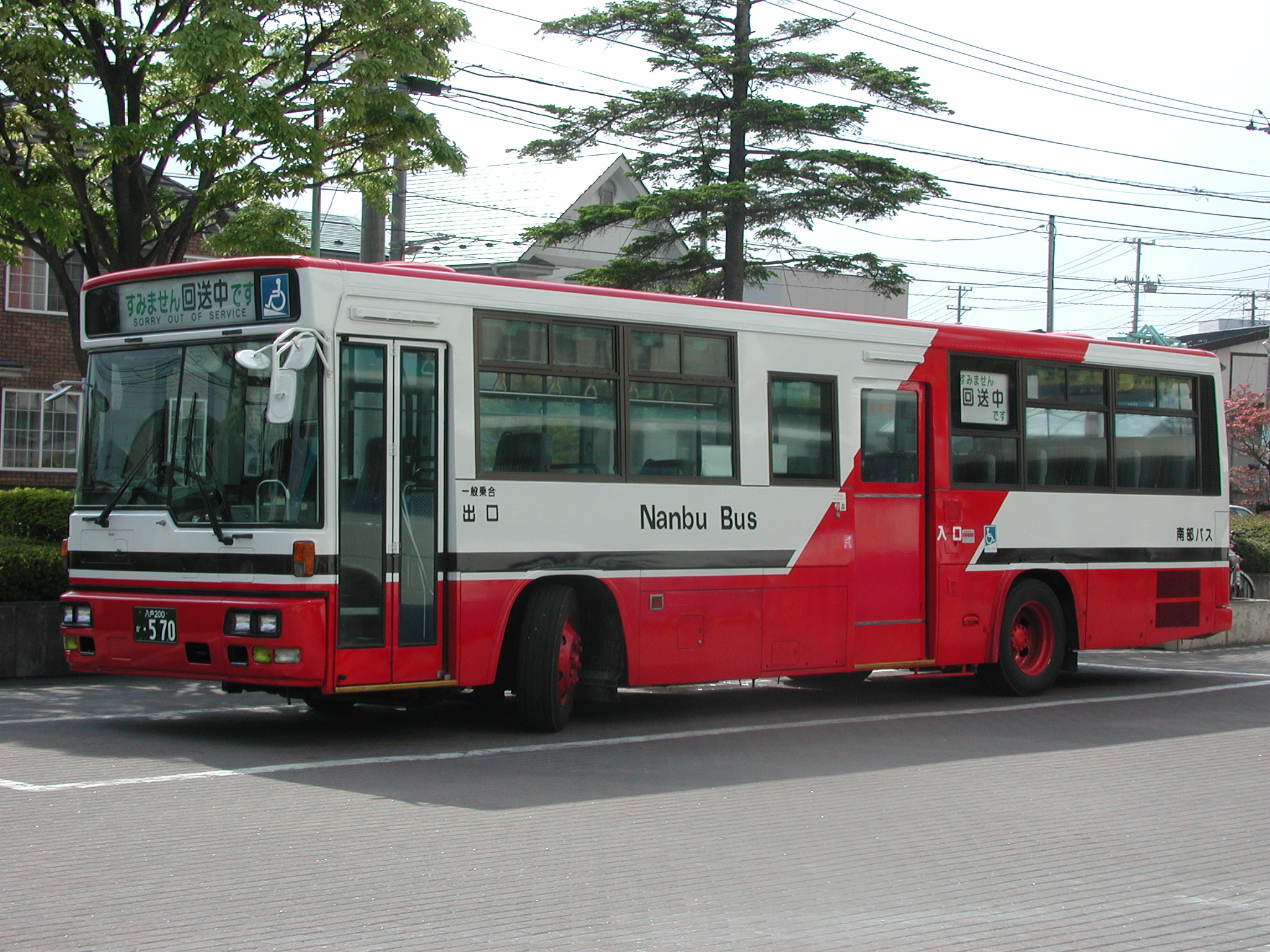
南部バスへの移籍車
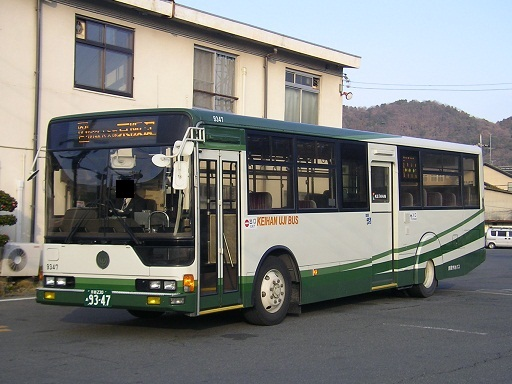
京都京阪バスへの移籍車

## 歴史
- 1954年2月25日 - 市営バスの運行を7路線13両で開始
- 1957年4月1日 - 地方公営企業法の適用を受ける。
- 1957年6月 - 国鉄高槻駅前に交通会館開設
- 1969年5月20日 - ワンマン化を順次開始
- 1971年3月23日 - 緑が丘営業所開設
- 1971年4月21日 - 桃園車庫内に桃園営業所開設
- 1974年4月5日 - 市街地均一料金制実施
- 1974年11月11日 - 芝生営業所開設、桃園営業所廃止
- 1981年3月 - 路線バスの冷房化開始
- 1985年10月 - ワンマン化完了
- 2003年3月17日 - ストアードフェアシステムの「スルッとKANSAI」に参加。
- 2008年4月1日 - ICカードシステム「PiTaPa」を導入。これに伴い、市営バス専用定期券の全券種をIC定期券に移行。
- 2015年4月17日 - 全国交通系ICカード相互利用に対応。
- 2018年10月1日 - 市営バス独自のIC乗車カード「Tsukica」を導入[20][19]。これに伴い、紙式回数券の販売を終了[17]。

## 営業係数
2022年度の各路線の営業係数を以下に示す。
| 路線名         | 営業係数 |
| -------------- | -------- |
| 日吉台線       | 73.3     |
| 芝谷線         | 99.9     |
| 美しが丘線     | 119.9    |
| 原・上の口線   | 98.5     |
| 塚脇・下の口線 | 117.2    |
| 田能線         | 286.2    |
| 南平台東線     | 120.6    |
| 国道線         | 193.7    |
| 奈佐原線       | 139.4    |
| 萩谷線         | 195.8    |
| 阿武山・塚原線 | 88.9     |
| 富田芝生線     | 221.8    |
| 富田南線       | 188.5    |
| 芝生住宅線     | 225.5    |
| 栄町線         | 168.4    |
| 富田団地線     | 122.4    |
| 玉川橋線       | 200.3    |
| 柱本・三島江線 | 187.4    |
| 下田部線       | 126.1    |
| 大塚線         | 113.7    |
| 前島・六中線   | 129.6    |
| 道鵜線         | 117.8    |
| 梶原線         | 329.1    |
| 成合・川久保線 | 132.9    |

## 不祥事
- 2012年、管理職ら3人が合計2400万円を運賃収入を管理する精算機から盗んでいたことが発覚、3人は懲戒免職となった。なお、未だ不明金が存在し、同年6月22日、高槻警察署へ被害届が出された。さらに翌年の1月16日に、「事件の重大さに鑑み、高槻市営バスに対する市民、利用者からの信頼を一刻も早く取り戻し、事件の早急な解明、厳重な処罰を求めるため」との理由で刑事告訴をした[23]。
- 2015年2月、バス運転手を対象に実施するアルコール検査を受けることになっていた運転手に成り代わり、別の運転手が替え玉になって検査を受けていたことが判明し、本来の検査対象の運転手と、替え玉となった運転手は2人とも懲戒免職処分となった[24]。
- 2024年2月、市営バスの運転士だった男性が、バスの車内からドラレコを盗んだ疑いで逮捕され、その後の捜査で、その運転士は当て逃げしていたことが判明して書類送検もされた。